# Massafra
Massafra (pronuncia /masˈsafra/, Mazzàfre in dialetto locale) è un comune italiano di 31 757 abitanti della provincia di Taranto, in Puglia, elevato a città con Regio Decreto del 1º giugno 1939.
Collocata ai piedi della Murgia tarantina, Massafra fa parte del Parco naturale regionale Terra delle Gravine e ospita l'oasi WWF del Monte Sant'Elia e, sulla costa, la Riserva naturale Stornara. Nel territorio del comune sono presenti insediamenti della civiltà rupestre; è conosciuto il Carnevale.

## Geografia fisica

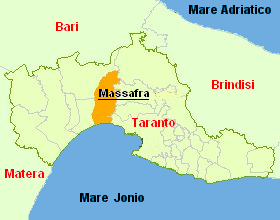
Mappa del territorio

### Territorio
Il territorio massafrese si estende dalle Murge tarantine fino al mar Ionio e presenta una grande varietà di paesaggi, fra cui una serie di gravine e di lame (naturale continuazione delle gravine con pareti più dolci) di origine carsica. L'abitato si è sviluppato intorno a due di queste, la gravina di San Marco e quella della Madonna della Scala, ad un'altitudine compresa tra i 39 m e i 130 m s.l.m.. L'altitudine arriva fino a 480 m s.l.m. in contrada "Cicerone" e ai 450 m sul Monte Sant'Elia e sul Corno della Strega.
Il terreno è costituito da una forte coltre di ricoprimenti sabbio-ghiaiosi e argillosi, tipica della conformazione geologica che va da Taranto in direzione del fiume Bradano. Nell'entroterra compaiono i sabbioni pliocenici, sovrapposti al calcare compatto cretaceo da cui si estraggono i tufi.
Il territorio comunale comprende una parte del litorale ionico, che va dalla zona di Lido Azzurro fino a Chiatona, attraversando zone più o meno omogenee: Pantano, la Macchia, Patemisco, Ferrara e Marinella. I fiumi che sfociano in mare sono il Tara e il Patemisco.
| Vegetazione               | Superficie (ha) | % riferita al territorio comunale |
| ------------------------- | --------------- | --------------------------------- |
| Bosco di fragno           | 372,20          | 2,96                              |
| Bosco misto di querce     | 125,45          | 1,00                              |
| macchia mediterranea      | 796,05          | 6,34                              |
| Pinete                    | 1 708,74        | 13,62                             |
| Macchia bassa e gariga    | 628,50          | 5,00                              |
| Totale copertura vegetale | 3 630,94        | 28,92                             |

### Clima
Il clima è mediterraneo, con inverni miti ed estati caldo aride, a volte anche torride per azione di caldi venti sciroccali. Le temperature medie in inverno registrano valori di 8-9 °C, eccezionalmente con minimi negativi e nevicate. In estate si hanno temperature medie quasi sempre oltre i 30 °C, con punte che superano non di rado i 40 °C. In inverno è frequente il fenomeno delle gelate che crea ingenti danni all'agricoltura. Le precipitazioni sono scarse, al di sotto della media regionale e in media ammontano a 555 mm. Negli ultimi anni si sono intensificate le precipitazioni violente, che sono state causa di tre alluvioni.
Nella tabella sottostante sono riportati i valori medi che si registrano a Massafra.
| Mese                       | Mesi | Mesi | Mesi | Mesi | Mesi | Mesi | Mesi | Mesi | Mesi | Mesi | Mesi | Mesi | Stagioni | Stagioni | Stagioni | Stagioni | Anno |
| Mese                       | Gen  | Feb  | Mar  | Apr  | Mag  | Giu  | Lug  | Ago  | Set  | Ott  | Nov  | Dic  | Inv      | Pri      | Est      | Aut      | Anno |
| -------------------------- | ---- | ---- | ---- | ---- | ---- | ---- | ---- | ---- | ---- | ---- | ---- | ---- | -------- | -------- | -------- | -------- | ---- |
| T. max. media (°C)         | 11,8 | 12,8 | 14,9 | 18,3 | 23,1 | 27,5 | 30,4 | 30,5 | 26,5 | 21,4 | 16,8 | 13,4 | 12,7     | 18,8     | 29,5     | 21,6     | 20,6 |
| T. min. media (°C)         | 4,6  | 4,9  | 6,5  | 8,7  | 12,5 | 16,4 | 19,0 | 19,2 | 16,5 | 12,8 | 9,0  | 6,2  | 5,2      | 9,2      | 18,2     | 12,8     | 11,4 |
| Precipitazioni (mm)        | 59   | 58   | 54   | 36   | 33   | 23   | 22   | 23   | 37   | 73   | 73   | 63   | 180      | 123      | 68       | 183      | 554  |
| Umidità relativa media (%) | 77,8 | 76,6 | 75,4 | 72,9 | 70,2 | 65,7 | 61,8 | 63,6 | 70,0 | 76,0 | 78,9 | 78,9 | 77,8     | 72,8     | 63,7     | 75,0     | 72,3 |

## Origini del nome

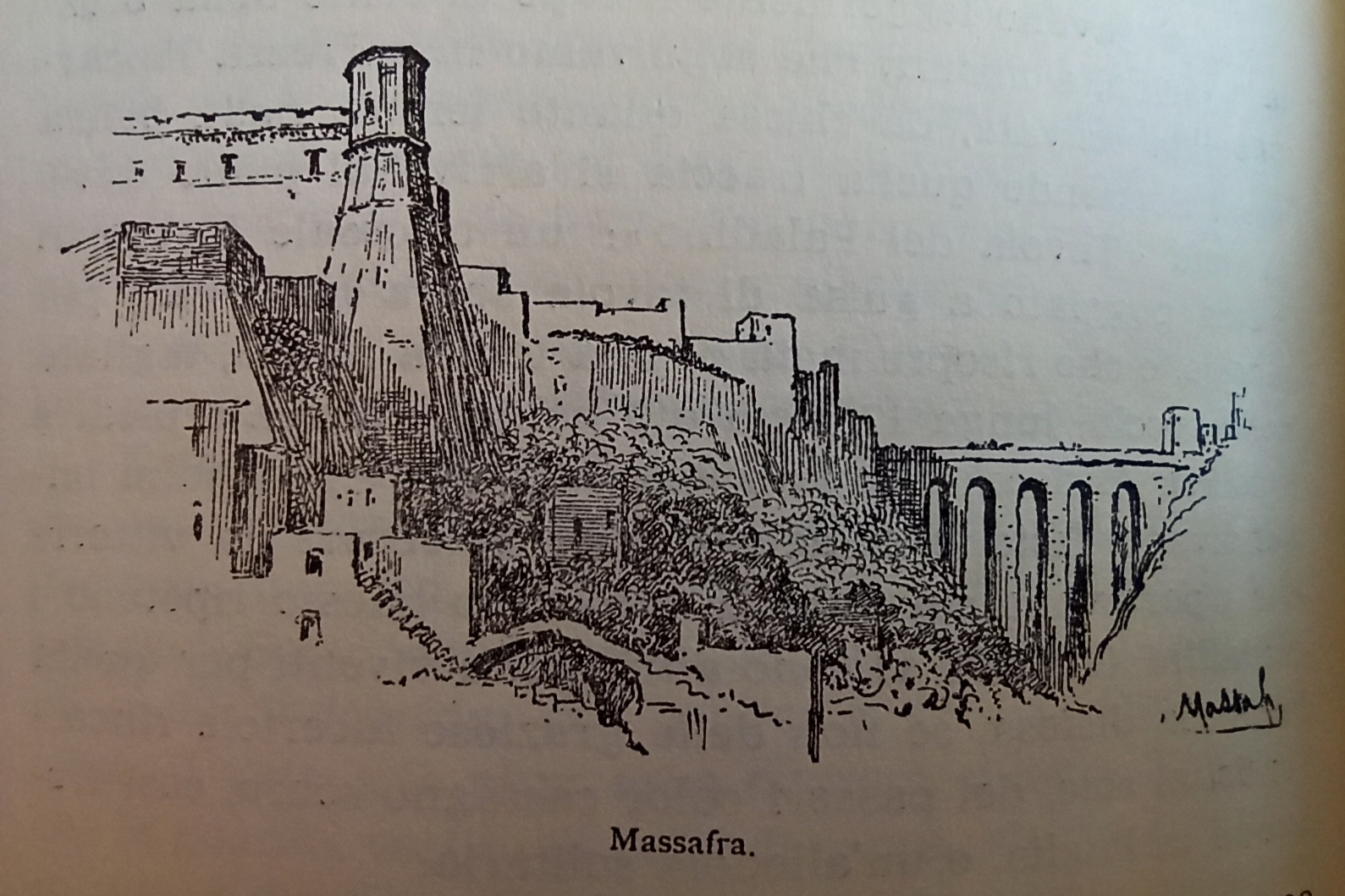
Illustrazione di Massafra del 1888 di Carlo Orsi.

Gli storici dibattono da tempo sulla storia del toponimo e tuttora non vi è certezza, né accordo unanime sulla sua origine.
Nella storiografia antica, il luogo fu talvolta indicato come possibile corrispondente all'antica Messapia riportata da Plinio il Vecchio. Leandro Alberti, tuttavia, nella Descrittione di tutta l'Italia del 1550, smentisce questa ipotesi.
Nel corso del tempo sono poi state valutate ipotesi come Massa-fracta (roccia fratturata), Massa-fera (luogo selvaggio), Man-sapris (ambiente grottale di eremiti).
Alcuni hanno sostenuto che Massafra sia sorta dall'accampamento militare costruito da Annibale Barca durante il suo passaggio verso Taranto per la Via Appia, da cui il nome Massa Afrorum. A svantaggio di tale ipotesi, il nome latino dei cartaginesi era "Poeni", non "Afri", oltre al fatto che la Via Appia, in età antica, nel territorio ad ovest di Taranto non seguiva il tracciato della moderna Strada Statale 7 Via Appia (che invece attualmente lambisce l'abitato), come dimostrano numerosi studi e ritrovamenti archeologici. Nell'Itinerario da Napoli a Lecce e nella provincia di Terra d'Otranto nell'anno 1818 del marchese napoletano Giuseppe Ceva Grimaldi, pubblicato nel 1821, viene riportato il viaggio dell'autore per l'allora Regno delle Due Sicilie, il marchese cita anche Massafra e scredita la suddetta teoria sulle origini puniche.
Giovanni Cinnamo, storico bizantino del XII secolo, nelle sue "Storie", testo che descrive la campagna dell'Imperatore di Costantinopoli Manuele I Comneno in Italia, condotta dal generale Giovanni Ducas tra il 1155 e il 1156, riporta la conquista di Massafra, chiamata in greco Mασαύρα, il che ha suggerito origini ancora diverse del toponimo.

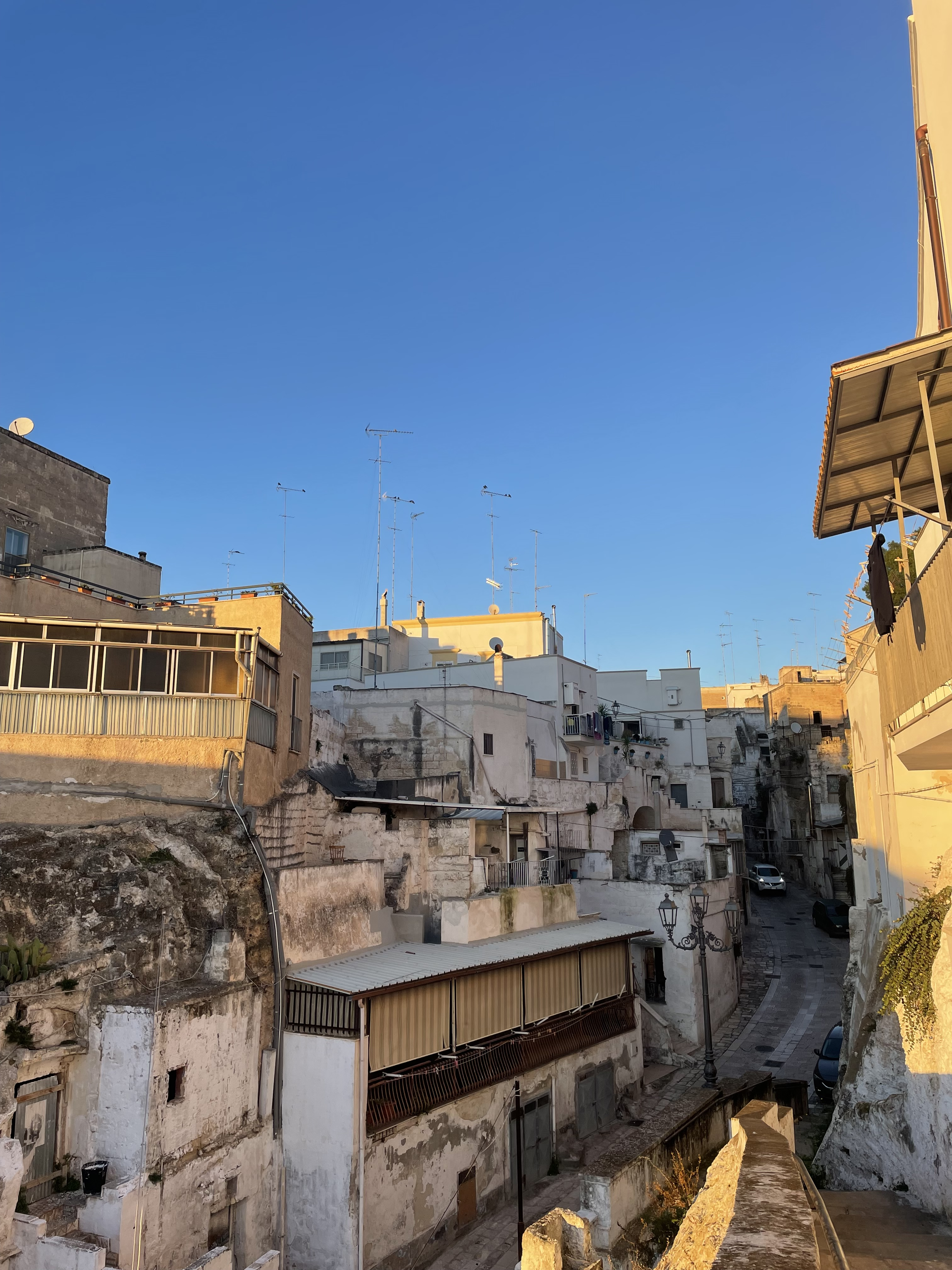
via Muro, una delle strade principali del centro storico

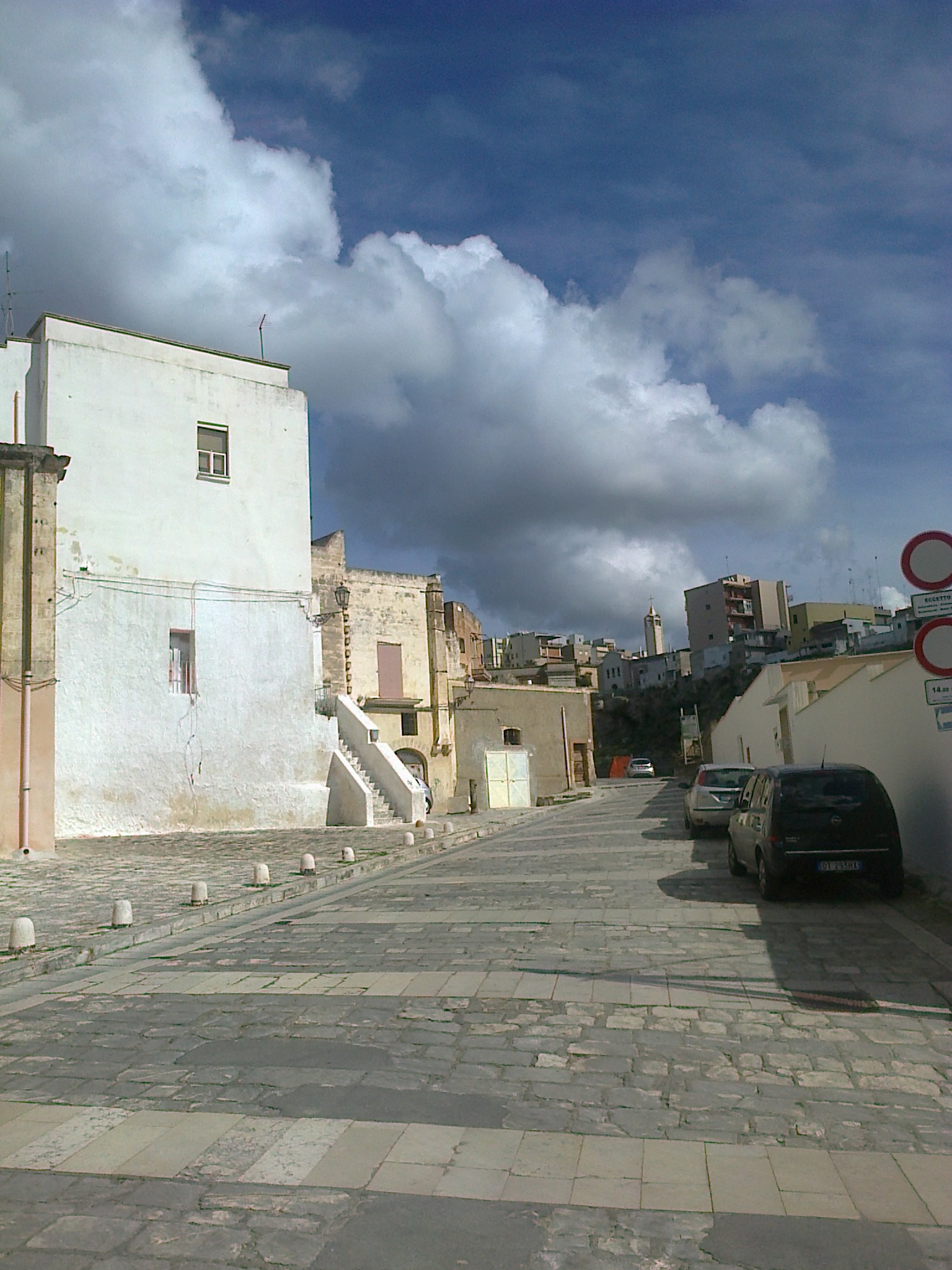
L'antica via La Terra

Secondo una recente ipotesi il toponimo Massafra avrebbe origine longobarda: l'elaborazione si rifarebbe ad un “Massa-fara”, composto dai sostantivi massa e fara; la fara era un'unità amministrativa dei Longobardi, il cui riferimento si trova nei nomi di città italiane (Fara Gera d'Adda, Fara Novarese). Tale tesi si poggia sulle ricerche nel villaggio di santa Marina e su un'annotazione presente in alcuni volumi seicenteschi della Bibbia in possesso della Biblioteca Comunale di Massafra, che riporta il nome Massàfara. Va tuttavia precisato che, a partire dall'età moderna e compreso il XVII secolo, le attestazioni dei toponimi di Massafra e di altre località circostanti riportano ulteriori e significative varianti. Da studi condotti in ambito linguistico, inoltre, risulta che dopo il "Massa" non vi possa essere un termine come "Fara", in quanto dopo il primo sarebbe necessario un complemento di specificazione o un aggettivo (Massa d'Albe, Massa Fiscaglia).
Una teoria avanzata negli ultimi anni (che però presenta alcune criticità) propone che il nome di Massafra sia l'esito di un originario "Massa Afra", nata dopo la distruzione nella Guerra greco-gotica dell'antica Anxia, riportata nella Cosmografia ravennate e nella Geographica di Guido da Pisa, e in seguito all'arrivo di un gruppo di profughi dell'Africa settentrionale fuggiti dall'invasione vandalica, guidato da san Possidio, vescovo di Calama in Numidia e biografo di Agostino d'Ippona. Il santo sarebbe stato poi sepolto nella chiesa ipogea di San Possidonio (presunto nome grecizzato di Possidio), sita in territorio di Crispiano in prossimità del confine con Massafra, fin quando le spoglie, recuperate dall'imperatore Ludovico il Pio, furono donate al vescovo di Reggio Emilia per essere collocate nell'odierno comune di San Possidonio, in provincia di Modena. Questa teoria presenta quindi alcuni aspetti critici: la Cosmografia ravennate è del VII secolo, successiva alla Guerra gotica del 535; l'Anxia indicata è l'odierna Anzi, in provincia di Potenza, individuata con il pertinente numero in miglia di distanza da Potenza nella Tabula Peutingeriana, copia medievale di una carta stradale risalente all'impero romano; Anxia è erroneamente riportata subito dopo Taranto solo nella Geographica di Guido da Pisa, del XII secolo. Non vi sono inoltre attestazioni documentarie ed archeologiche a supporto di questa ipotesi: le vicinanze, indicate come segno dell'origine africana della città, sono molto più tarde (XIV secolo circa), così come le monete vandaliche sono state rinvenute in tutto il Mediterraneo, oltre che nel Thesaurus Massafrensis, e san Possidonio è stato confuso con san Possidio nei secoli precedenti. Nonostante questi elementi di perplessità sul piano prettamente storico, la teoria che vuole il nome di Massafra derivato da "Massa-Afra" è stata supportata anche dalle intuizioni di Girolamo Marciano del XVII secolo e di Janet Ross del 1889, i quali, pur sulla base di diverse considerazioni storiche e cronologiche, proposero la medesima etimologia.

## Storia

### Età antica

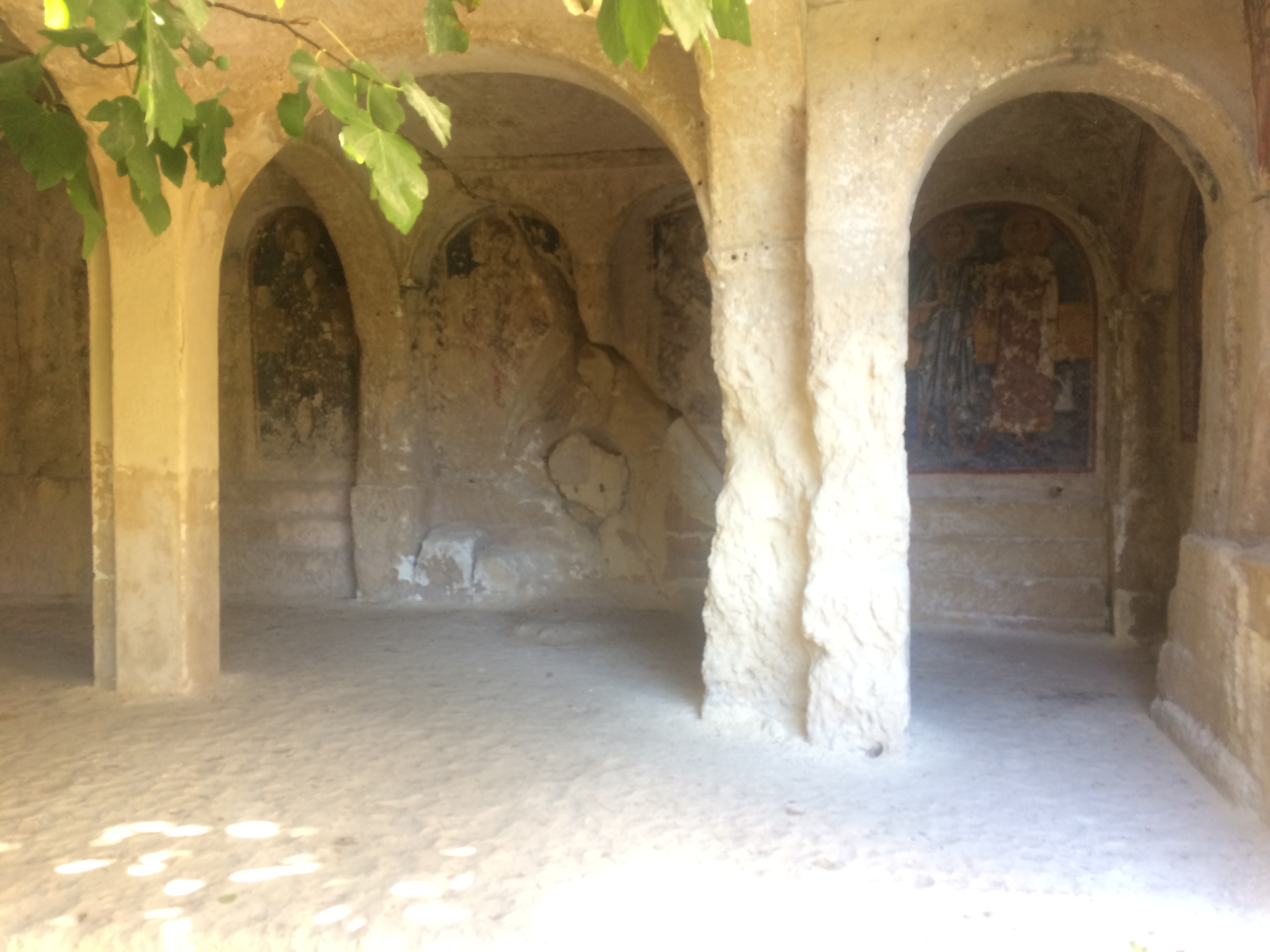
Particolare della cripta bizantina di S. Leonardo

Il territorio massafrese ha conservato tracce di frequentazione a partire dal Neolitico, attestate dalle selci lavorate rinvenute nella gravina della Madonna della Scala.
Nella zona detta "Corvo" è stata rinvenuta un'iscrizione messapica, che è la più settentrionale del territorio occupato da questa popolazione. Gli antichi contatti con il mondo greco sono testimoniati dai frammenti di ceramiche micenee.
Tracce di insediamenti abitativi e una necropoli nella località "Carrino-San Sergio" testimoniano un insediamento agricolo italiota, probabilmente dipendente dalla vicina Taranto.
Epoca classica
Massafra fu protagonista di innumerevoli vicende in epoca classica, come quando i massafresi per rallentare l'avanzata di Pirro per andare a soccorso della città di Taranto assediata dai romani, liberarono degli scorpioni che terrorizzarono il suo esercito di elefanti.                                                                 Massafra ebbe a che fare anche con Annibale quando ando a liberare la città di Taranto che si stava ribbellando a Roma durante le Guerre puniche, si narra che sia stato lui ha dare il nome alla città con un suo insediamento militare insediato nella città, ma la città porto in trappola Annibale nelle gravine lanciando massi contro il suo esercito 

### Medioevo
Il primo riferimento documentario all'insediamento medievale di Massafra è contenuto in una pergamena risalente al 970 e conservata presso l'Archivio dell'Abbazia di Montecassino: si tratta di una controversia giudiziaria per il possesso di un terreno promossa dall'abate Ilario del monastero bizantino di San Pietro Imperiale contro Iocardo, cittadino di Massafra.
Dopo la conquista della città da parte dei Normanni, Massafra, assieme a Mottola, Oria e Castellaneta, venne affidata a Riccardo Senescalco, figlio di Drogone, passando sotto la diocesi di Mottola. Questi fortificò il paese costruendo e restaurando il castello e nel 1080 donò la chiesa di Santa Lucia, con l'annesso monastero, e la terza parte della pesca che si faceva annualmente nel fiume Patemisco all'abbazia territoriale della Santissima Trinità di Cava de' Tirreni.
Nel 1155 Massafra fu conquistata dal generale bizantino Giovanni Ducas, agli ordini dell'Imperatore Manuele I Comneno, durante la campagna d'Italia. La città però, come il resto della Puglia preso dai Bizantini, tornò dopo pochi mesi nelle mani dei Normanni.
Nel 1269, sotto gli Angioini, Massafra fu concessa a Oddone di Soliac da Carlo I d'Angiò, rimasto padrone assoluto dell'Italia meridionale, dopo aver sconfitto gli Svevi. Il nuovo feudatario governò in modo violento e brutale e nel 1296, il re Carlo II lo privò del feudo e lo bandì dal regno.
Massafra venne unita quindi al Principato di Taranto in possesso del ramo Durazzo degli Angiò e vi rimase fino al 1463. Sotto questa dominazione la città (dal 1419) acquisì lo status di città libera o demaniale e fu prescelta come sede dell'allevamento delle cavalle regie.

### Dal Rinascimento all'età moderna
Nel 1484 Massafra venne occupata dall'esercito aragonese. In quello stesso anno il re Ferdinando I la donò ad Antonio Piscitello, che ne divenne barone.
Un decennio dopo (1497) fu saccheggiata dai francesi di Carlo VIII di Francia venuto nel Regno di Napoli per far valere i suoi diritti dinastici, e il feudo passò ad Artusio Pappacoda, di una nobile famiglia napoletana, il cui dominio durò per circa un secolo e mezzo. Ad Artusio successe il figlio Francesco, che restaurò il castello e fece costruire la chiesa di Santa Maria di Costantinopoli.
Si ebbe la famosa battaglia del 1594 tra Cristiani e Turchi, che volevano invadere l'agro di Massafra salendo lungo il Tara; la popolazione massafrase riuscì a sconfiggere e mettere in fuga i Saraceni. Questa vittoria veniva rievocata con una cavalcata detta Scammisciata, durante la quale si svolgevano tornei in costume, ma la ricorrenza fu sospesa dai Borboni. Tuttavia i cittadini la fecero rivivere sotto forma di processione in onore dei Santi Medici e di San Michele Arcangelo.
Nel 1633 passò alla famiglia Carmignano, anch'essa originaria di Napoli, che l'acquistò per 110.000 ducati. Dopo circa cinquant'anni passò alla famiglia Imperiale, marchesi di Oria e di Francavilla che tennero il feudo dal 1661 al 1778. Un membro di questa famiglia, Michele II, promosse nel XVIII secolo il riordinamento delle campagne, fece piantare uliveti, vigneti, mandorleti e frutteti, la ricostruzione e ammodernamento del Castello e la costruzione del monastero di San Benedetto e della Torre dell'Orologio. Per queste opere architettoniche si avvalse dei migliori artisti ed architetti del Salento fra i quali Mauro Manieri di Lecce e la sua scuola.
Dopo la Rivoluzione napoletana del 1799 anche a Massafra terminò il feudalesimo.

### L'età contemporanea
Durante la prima guerra mondiale nel paese furono ospitati diversi reggimenti dell'Esercito Italiano diretti al fronte. Per ricordare i numerosi caduti massafresi fu edificato un Monumento in piazza Vittorio Emanuele II.
Nel 1923 entrò a far parte della neonata provincia dello Jonio, derivata dall'antica provincia della Terra d'Otranto.
Dopo l' armistizio di Cassibile l'8 settembre del 1943, Massafra divenne un campo di battaglia tra i partigiani jonici e i nazifascisti, grazie ai movimenti ribelli permisero agli alleati di occupare Taranto in modo più semplice. 
Nel 1953 si svolse la prima edizione del Carnevale Massafrese.
Nei primi anni sessanta, l'industria siderurgica di Taranto, l'Italsider, assorbì molti lavoratori massafresi. A Massafra aprì una fabbrica per la produzione di birra di proprietà della Dreher.

### Simboli
Stemma

Stemma del Comune di Massafra

Nella simbologia araldica, la torre rappresenta forza e prestigio, la porta aperta ospitalità, l'azzurro giustizia e lealtà e il verde la floridezza delle campagne.
Gonfalone

Gonfalone comunale

Il gonfalone è stato concesso con regio decreto del 2 maggio 1940.
Bandiera

## Monumenti e luoghi d'interesse
(Pier Paolo Pasolini)

### Architetture religiose

#### Antica Chiesa Madre di San Lorenzo Martire

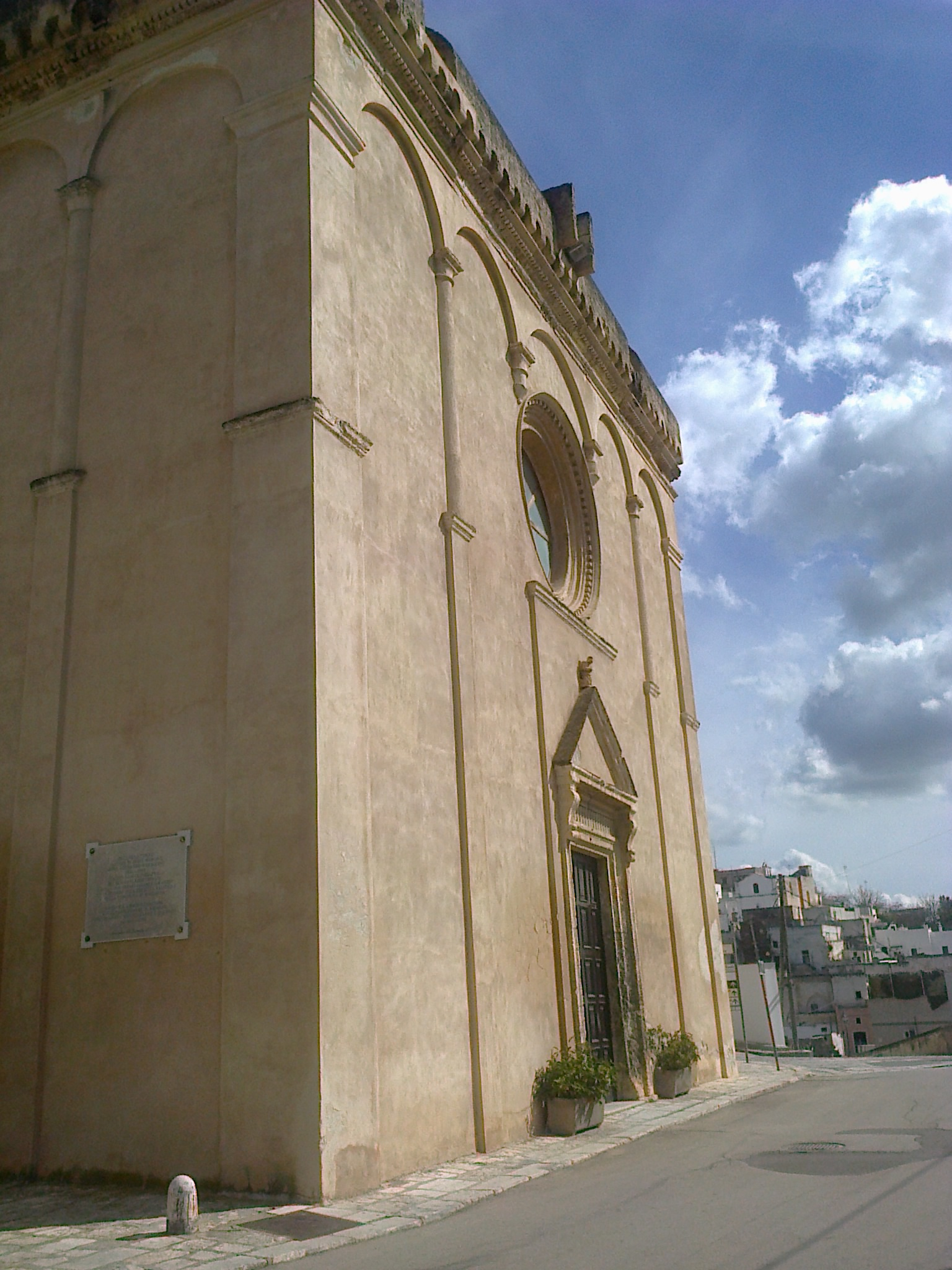
Antica Chiesa Madre di Massafra

La rettoria dell'antica Chiesa Madre di San Lorenzo Martire fu la prima chiesa ad ospitare il capitolo collegiale dalla seconda metà del XVI secolo al 1807. In essa è conservato il primo fonte battesimale della città in uso dalla sua costruzione (XVI secolo) fino al 1931. Fu costruita nel XVI secolo su un'antica chiesa rupestre, presumibilmente dedicata a San Lorenzo, e fu consacrata da monsignor Giacomo Micheli l'11 febbraio del 1582. Nel XVIII secolo venne ricostruita la parte terminale e vennero aggiunti all'interno degli altari, che coprirono gli affreschi cinquecenteschi.
La chiesa presenta la facciata e i fianchi ad arcate cieche, coronate da caditoi simili a quelli presenti sul castello. La facciata, con rosone è coronata da un timpano che ospita la statuetta chiamata Sande Miseriédde. Vi ha sede la Venerabile Arciconfraternita del Santissimo Sacramento, un tempo aggregata all’Arciconfraternita romana in Santa Maria sopra Minerva, attualmente la più antica della città, fondata nella prima metà del Cinquecento, e l’Associazione Maria SS.ma del Pozzo, formatasi nel 1935 e riconosciuta canonicamente con decreto vescovile del Vescovo di Castellaneta il 1º luglio 2011 quale “Associazione di fedeli” nella Diocesi di Castellaneta. Tale sodalizio, legato alla Basilica Santuario della Madonna del Pozzo di Capurso, fin dal 1935 rende vivo e presente il culto alla Vergine del Pozzo nella città di Massafra, promuovendo il pellegrinaggio annuale nella cittadina barese e al suo Santuario.
Alla sinistra di essa, accessibile anche dalla sagrestia, è presente una cappella, dedicata al Purgatorio, quasi interamente affrescata all'interno, presentando evidenti segni della necessità di restauri, nella quale sono custodite le statue della Processione dei Misteri del Venerdì Santo.

#### Santuario della Madonna della Scala

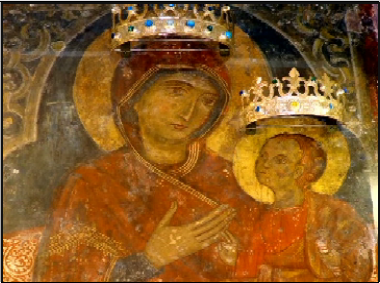
Icona della "Santissima Madonna della Scala"

Il santuario è situato all'interno della gravina omonima ed è accessibile tramite una scalinata di 125 gradini, che secondo la tradizione popolare non possono essere contati, in quanto scendendo le scale risulta un numero e salendo un numero diverso.
L'attuale santuario, dedicato alla Madonna della Scala, fu costruito sopra una cappella più antica a partire dal 1729, su progetto dell'ingegnere Scarcia di Taranto, e venne terminato ed aperto al culto nel 1731. La facciata è in stile barocco e l'interno è a croce latina.
Sull'altare maggiore è collocata l'icona della Madonna della Scala. Alle pareti si trovano altri sei altari, tre per lato: vi si conservano un dipinto di Nicola Galeone che rappresenta il Miracolo delle cerve e sedici tele seicentesche, opere della scuola di Cesare Fracanzano, raffiguranti Apostoli ed Evangelisti.
La devozione verso la Madonna della Scala trae origine dal "Miracolo delle Cerve": secondo leggenda alcuni pastori videro questi animali soffermarsi ripetutamente presso un masso tufaceo sul quale si conservava una raffigurazione affrescata della Vergine, resto di una piccola cappella crollata. L'evento, ritenuto un segno miracoloso, diede vita a pellegrinaggi devozionali e alla costruzione di una chiesa, in seguito sostituita da quella attuale.

#### Chiesa dei Santi Medici

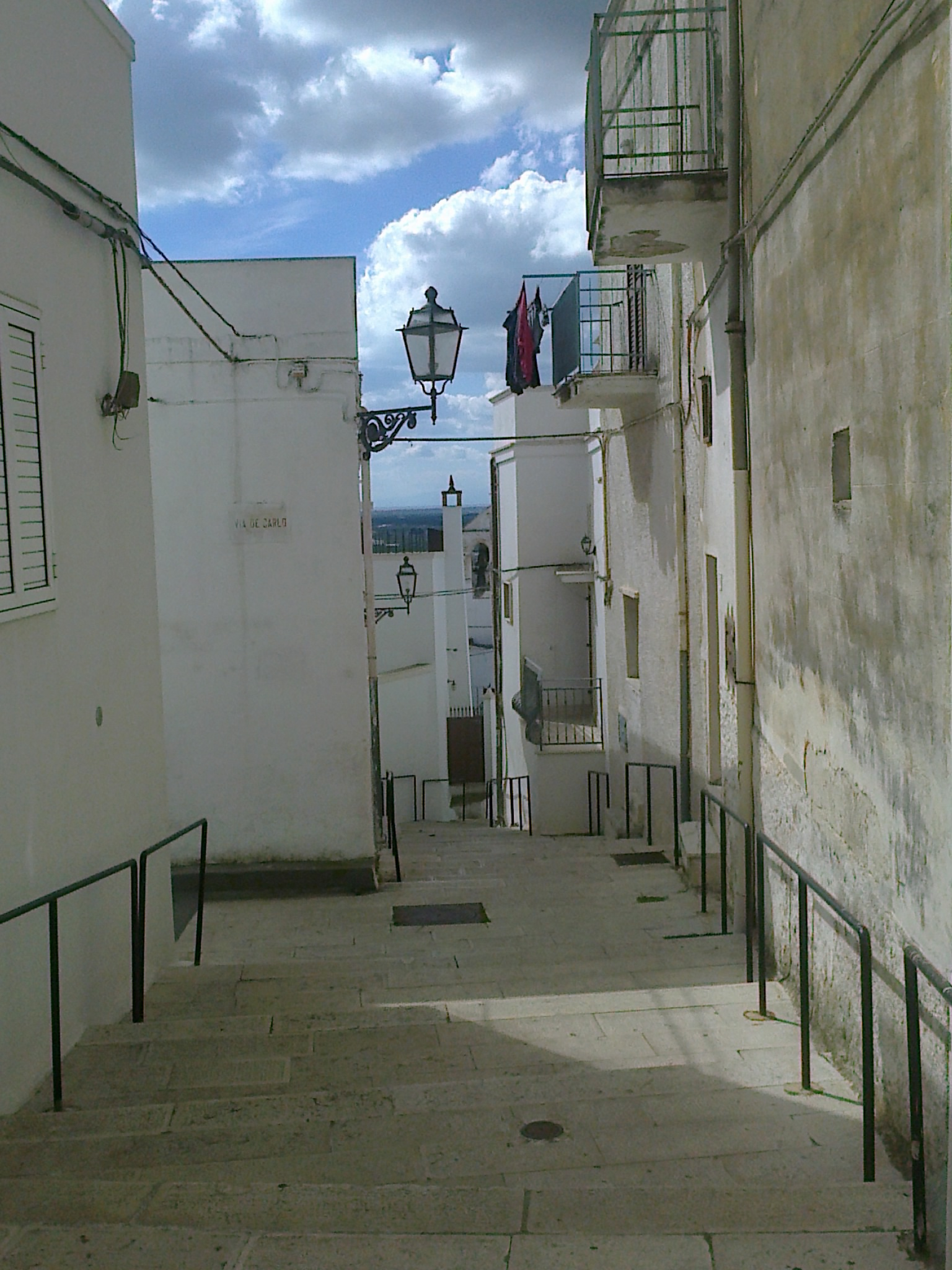
Via dei Santi Medici a Massafra

La chiesa, dedicata ai santi Cosma e Damiano è situata nella cosiddetta "Serra". Anticamente si trovava sul luogo una grotta detta "della Salute", dove sgorgava dell'acqua ritenuta miracolosa. La fonte era stata dedicata ai Dioscuri, e con l'avvento del Cristianesimo venne dedicata ai due "Santi Medici".
L'attuale struttura risale al 1720 e presenta un'unica navata a pianta rettangolare. Vi si conservano affreschi del Settecento e un piccolo affresco cinquecentesco con i Santi Medici, collocato presso la sacrestia.
Durante la festa dei Santi Medici (27-29 settembre) parte da qui una processione, con le statue portate dai "muschier", che percorre l'abitato fino all'ospedale "Matteo Pagliari".

#### Chiesa della Madonna di Tutte le Grazie
La chiesa mariano dedicata alla Madonna di Tutte le Grazie è ubicato nella parte sud della gravina della Madonna della Scala, in corrispondenza delle "Forche". Venne costruita tra il 1648 e il 1655, in seguito alla miracolosa apparizione della Vergine ad una pastorella, alla quale chiese la costruzione di una chiesa sul luogo stesso. Secondo la tradizione la giovinetta andò a riferire l'accaduto al vescovo di Mottola, Tommaso Aquino, il quale tuttavia inizialmente non le credette e fu convinto a costruire l’edificio solo in seguito ad una serie di intemperie.
L'edificio è ad una sola navata con quattro altari laterali. A destra dell'altare maggiore si conservano i resti della chiesa rupestre di Sant'Eustachio.
All'esterno ci sono i resti di altre due chiese rupestri: Santa Maria Maddalena e Santa Parasceve. La chiesa non è riconosciuta Santuario, nonostante i miracoli, da parte dell’ente diocesano.

#### Chiesa e Santuario di "Gesù Bambino" con convento annesso
Il tempio sorge nell'omonimo rione, in dialetto U' Bommin, in largo Ciura ed è affiancato da un convento francescano.
L'origine del santuario è legata ad una statuetta in cera di Gesù Bambino ritenuta miracolosa. La statuetta, acquistata la vigilia di Natale del 1846 da Isabella Accoliti Gil, sposata al nobile massafrese Francesco Broia avrebbe infatti trasudato e tre anni dopo vi sarebbero comparse tracce di sangue. Alle preghiere rivolte da donna Isabella alla statuetta sarebbe inoltre stata attribuita la guarigione del marito, colpito da emorragia.
Il re Ferdinando II diede il permesso di costruire il santuario dedicato alla Prodigiosa Statuetta nel 1850: la chiesa e l'annesso convento vennero progettati dall'architetto Sante Simone di Conversano e la chiesa fu aperta al culto nel 1858 da Bartolomeo D'Avanzo, vescovo di Castellaneta. Nel 1945 divenne parrocchia e nel 1956 ebbe il titolo di santuario da monsignor Francesco Potenza.
La chiesa è costituita da una sola navata, con quattro cappelle laterali. La facciata è in stile neoclassico, affiancata da due piccoli campanili a cupoletta. All'interno una teca custodisce la statuetta miracolosa; su di essa è collocata una corona d'oro donata dal cardinale Benedetto Aloisi Masella in occasione delle celebrazioni centenarie del miracolo nel 1950. Il santuario è una delle cinque chiese d'Europa dedicate a Gesù Bambino.

#### Chiesa di Sant'Agostino con convento annesso

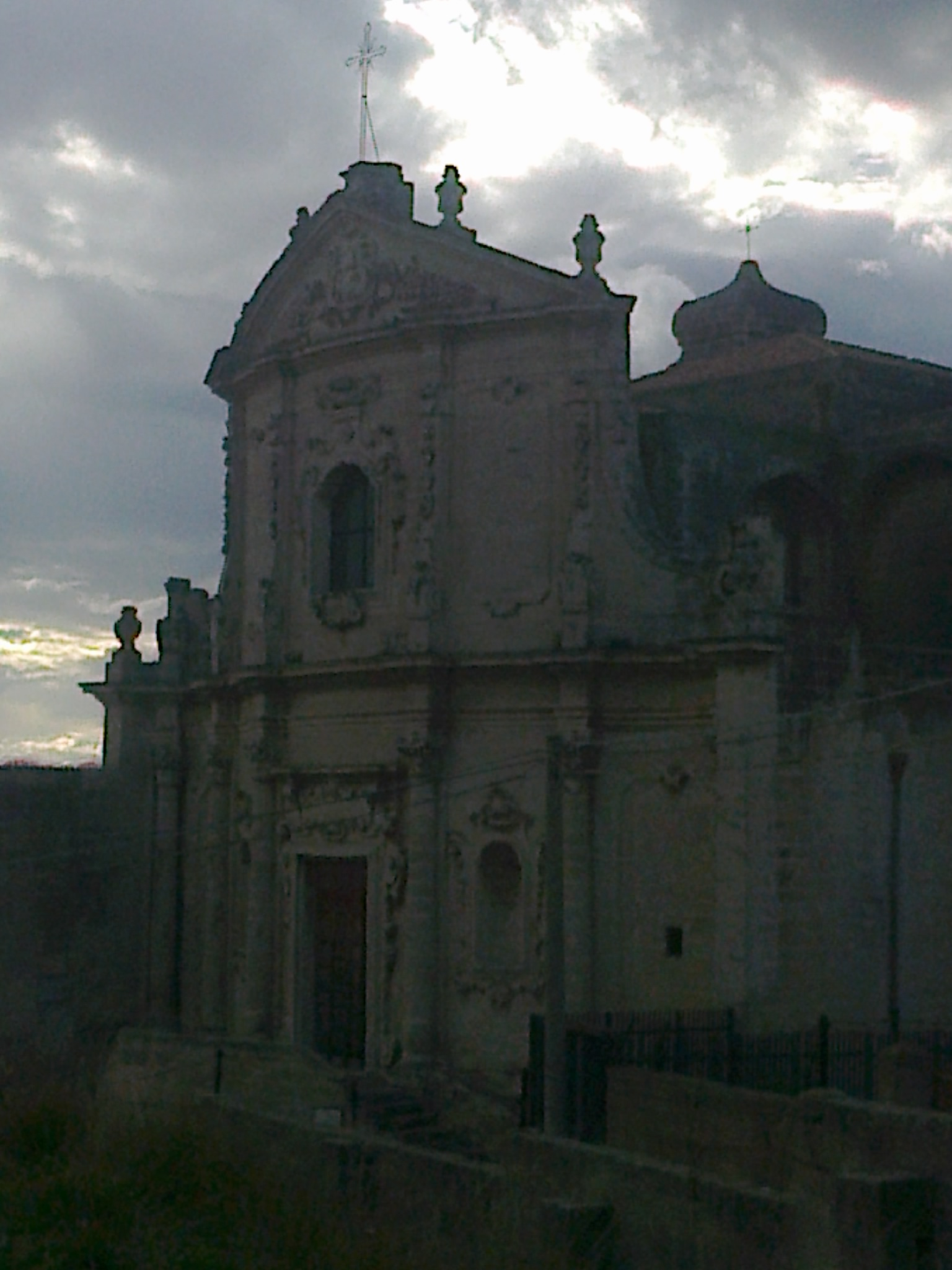
Chiesa e Convento di Sant'Agostino

Il complesso dedicato a Sant'Agostino è espressamente barocco e risale alla metà del XVI secolo. La chiesa è attualmente sconsacrata, quindi non più adibita al culto, e insieme all'annesso convento, dopo una ristrutturazione interna, è stata dedicata allo svolgimento di concerti ed eventi culturali.

#### Chiesa di San Benedetto con ex monastero annesso
La chiesa venne edificata verso la fine del Seicento in stile barocco pugliese, per volere testamentario di donna Maddalena Capreoli. I lavori iniziarono nel 1710 su progetto dell'ingegnere Donato Toselli, della scuola dell'architetto leccese Mauro Manieri, e venne terminata nel 1765 con denaro dell'Università di Massafra (l'allora istituzione comunale).
La chiesa ha una ricca facciata barocca ed è ad una sola navata con altari laterali, con tele di Domenico Antonio Carella e di Vincenzo Fato. L'interno è decorato a stucchi di color avorio su fondo azzurro realizzati da Saverio Amodeo nel 1764. Il pavimento del presbiterio è in marmo e al centro vi è raffigurato l'antico stemma di Massafra. Nel coro vi è un organo a mantice del 1768.

#### Duomo dell’Immacolata Concezione di Maria, parrocchia di San Lorenzo Martire

Vista del "Cupolone" del Duomo di Massafra al crepuscolo

La chiesa, dedicata all'Immacolata Concezione di Maria poiché coeva nella posa della sua prima pietra alla proclamazione del dogma mariano 1854, è sede della parrocchia di San Lorenzo Martire (costituita in origine nella Chiesa Madre di San Lorenzo Martire e di cui conserva il titolo) ed è ancora chiamata sin dagli anni della sua costruzione anche "Chiesa Nuova".
La sua costruzione fu iniziata nel 1853, su suolo donato dalla marchesa Pizziferri e su progetto dell'architetto A. Bruni di Napoli e fu completata a cura dell'allora arciprete Antonio Ladiana. I lavori ebbero termine nel 1931 su disegno dell'ingegner Giulio Giorgis di Roma.
Il colonnato esterno è di pietra locale, tagliata nelle cave di Citignano e l'interno ha pianta a croce greca, coperta a cupola, con capitelli scolpiti ed una larga iscrizione in latino sul cornicione riportante la preghiera dell'Ave Maria. Tra gli altari spicca quello del Sacramento; vi si conservano tele e statue, molte delle quali provenienti da altre chiese dirute, come San Rocco alla Palata (la statua del Santo) e in modo particolare da Santa Maria di Costantinopoli demolita nel 1929. In attesa di una loro ricollocazione nell’Antica Chiesa madre di San Lorenzo M., dopo i relativi restauri il Duomo custodisce due tavole cinquecentesche ritraenti rispettivamente la Madonna degli Angeli e Gesù Risorto, come anche un prezioso abito settecentesco della Madonna del Rosario venerata nella stessa Chiesa madre.
La chiesa, ben visibile da qualunque punto del circondario per la grande cupola che sovrasta l'abitato, è divenuta, assieme al Castello ed ai ponti, uno dei simboli della città.
All'interno si conservano le statue del Patrono principale della città San Michele Arcangelo, San Rocco, San Gerardo, Sacro Cuore, Gesù morto, Martirio dei santi medici, Santa Rita, San Giovanni Bosco, Sant'Antonio da Padova, Santa Lucia, Madonna Immacolata, Addolorata, San Giuseppe e numerosissime tele e dipinti del 700, tra le quali una tela del Martirio di San Lorenzo Martire già pala d'altare dell'omonimo oratorio del Castello, e altre come La Natività di Diego Bianco. Opere più recenti sono La Cena di Emmaus (1931) e La Madonna del Rosario (1931) di Mario Prayer e i dieci pannelli dipinti da Nicola Andreace donati nel 2000.

#### Chiesa di Santa Lucia
La piccola chiesa di Santa Lucia sorge a sud dell'abitato, presso la Strada Statale 7 Via Appia. In origine doveva essere una cripta rupestre, forse di origine longobarda (VIII secolo).
Nell'XI secolo vi fu costruita una piccola chiesa ad una sola navata con abside, con la caratteristica copertura a due cupolette piramidate. La costruzione è seminterrata e conserva resti di affreschi del XII secolo nella calotta absidale. La chiesa viene citata in un documento del maggio 1081, con il quale venne donata da Riccardo Senescalco, insieme al convento annesso e a tutti i suoi beni, all'abbazia della Cava.

#### Chiesa di Santa Maria degli Angeli e Convento dei Cappuccini
L'antico convento dell'Ordine dei frati minori cappuccini è costituito da un vasto edificio con venticinque celle dei monaci al primo piano e una serie di ambienti al piano terreno. Dopo la ricostruzione della vicina chiesa è in corso di restauro ed è destinato a sede di un centro giovanile.

#### Chiesa della Madonna del Carmine
La chiesa della Madonna del Carmine è stata costruita nel 1935 e successivamente ampliata: sorge su un'antica cappelletta del 1875, oratorio della tuttora esistente omonima Confraternita. È stata la seconda parrocchia istituita a Massafra, eretta canonicamente nel gennaio del 1934, dopo quella dedicata a San Lorenzo Martire, ed è situata nell'allora Borgo di Santa Caterina, la cui forte espansione era cominciata negli ultimi decenni dell'Ottocento.

#### Chiesa del Sacro Cuore di Gesù
L'attuale chiesa parrocchiale del Sacro Cuore di Gesù è stata aperta al culto nel 1984, sostituendo una precedente chiesa, costruita tra il 1948 e il 1958, chiusa nel 1968 e demolita un anno dopo nel pericolo imminente di crollo, dovuto a problemi strutturali. Tra la demolizione di questa e l'inaugurazione dell'attuale tempio, sono state utilizzate per il culto una cappella provvisoria, del 1968, e poi una cripta, tuttora esistente nei sotterranei della nuova chiesa, del 1970. I lavori di costruzione del nuovo tempio, basati su un progetto scelto mediante un concorso bandito nel 1968 e revisionato nel 1980, iniziarono solo nel 1981. La chiesa è stata la prima in stile moderno nella città, suscitando non poche perplessità tra gli abitanti, non abituati ad un'opera architettonica così d'avanguardia.

#### Chiesa di San Francesco da Paola
Chiesa parrocchiale aperta al culto nel 1972, su un suolo donato dal massafrese Francesco Viesti, il quale espresse il desiderio di intitolare la nuova chiesa a San Francesco di Paola, di cui portava il nome e del quale era devoto. Il progetto è dell'architetto Michele Giannico. In seguito è stata aggiunta la torre campanaria stilizzata alta 25 metri.

#### Chiesa di San Leopoldo Mandic
La chiesa di San Leopoldo Mandic è l'ultima costruzione religiosa realizzata sinora nella città. Sede dell'omonima parrocchia, istituita il 1º dicembre 1991 con decreto del vescovo di Castellaneta Martino Scarafile, è stata costruita tra il 1992, con la posa della prima pietra avvenuta con cerimonia solenne il 1º novembre, e il 1994. La costruzione è frutto del generoso finanziamento di un cittadino massafrese, Raffaele Giannotta, devoto del santo frate cappuccino, che ha conosciuto le sue vicende durante un pellegrinaggio a Padova all'inizio degli anni settanta, quando il frate non era ancora stato proclamato beato, iniziando così per primo a diffonderne il culto a Massafra.
L'attuale costruzione adibita al culto era in realtà, nel progetto iniziale, l'auditorium parrocchiale, parte di una serie di strutture, tra cui una casa canonica, ultimata nel 2008, affiancate da un centro sportivo polivalente, anch'esso frutto di una generosa donazione di una famiglia massafrese.
Nel 2012 è stato redatto un nuovo progetto per la costruzione della definitiva aula liturgica, approvato dal Comune il 26 luglio 2016, comprendente anche la riqualificazione dell'area prospiciente il complesso parrocchiale, sdemanializzata con delibera del Consiglio Comunale del 9 giugno 2014.
Il 14 maggio 2017, con una solenne celebrazione, il vescovo diocesano Claudio Maniago ha posato la prima pietra del nuovo tempio. Nell'occasione, essendosi concluso da qualche mese il Giubileo straordinario della misericordia ed essendo il titolare della parrocchia tra i Santi della misericordia, è stato donato all'erigenda chiesa un mattone numerato della Porta Santa della Basilica di San Pietro in Vaticano, estratto all'apertura dell'Anno Santo l'8 dicembre 2015.

#### Chiese minori

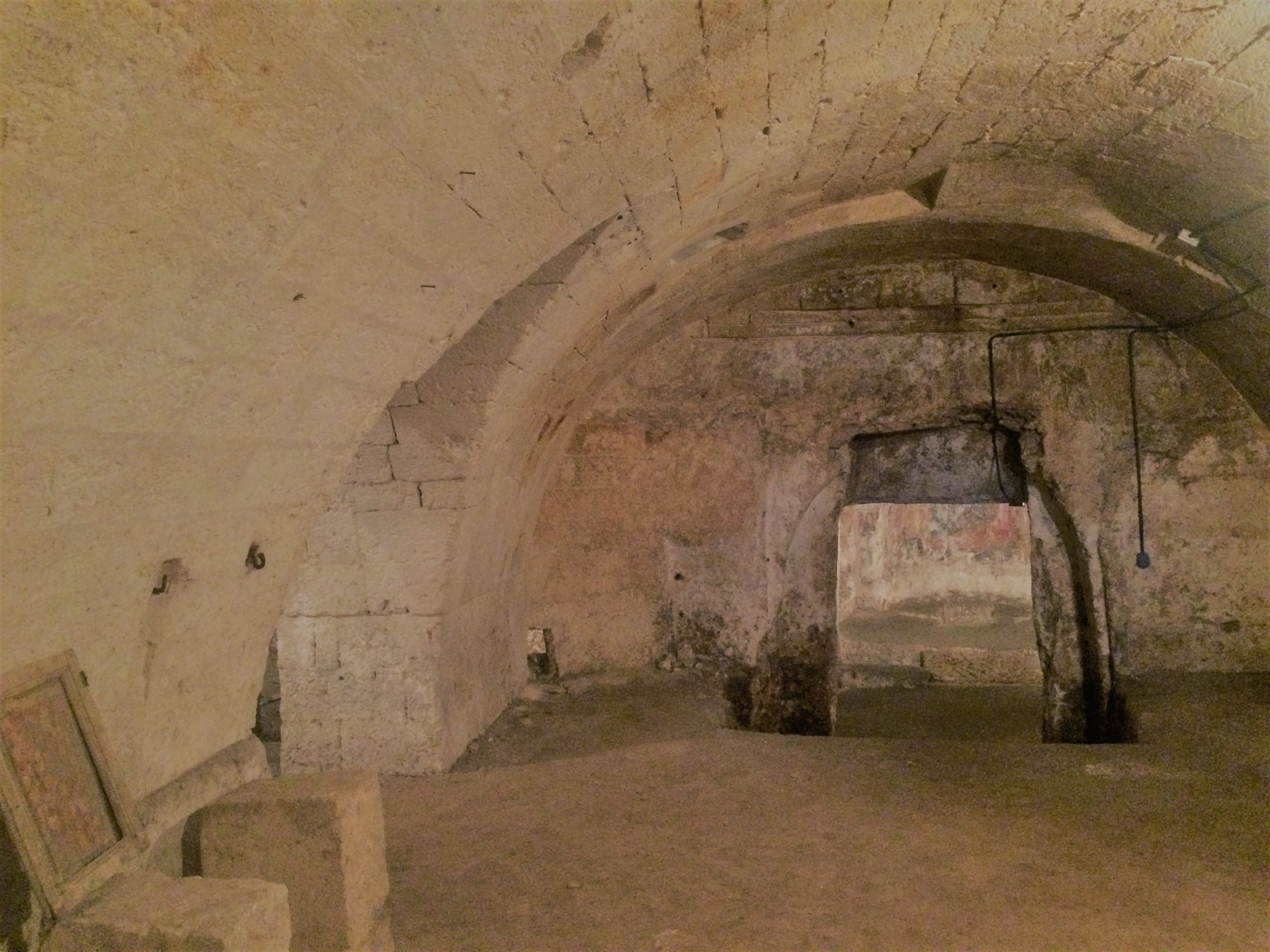
Interno della Chiesa ipogea di Sant'Antonio abate

"A Massafra si trovano anche piccole chiese nate come oratori privati o come cappelle di campagna.
- San Gaetano, in via del Santuario, costruita nel 1921, era una cappella rurale in seguito inglobata nell'abitato. È stata sede dell'attuale parrocchia di San Francesco di Paola dal momento dell'erezione canonica, nel 1959, al 1972, anno di apertura al culto della chiesa omonima.
- San Toma, del XIV secolo a una sola navata e volta a botte su archetti ogivali. Al suo interno ci sono le tracce di affreschi e sull'altare maggiore l'affresco dell'Incredulità di San Tommaso del 1809. Il retro della chiesetta coincide con l'unica porzione conservata delle mura medievali dell'abitato.
- Santissima Trinità, cappella del XVII secolo già di proprietà della famiglia nobiliare De Notaristefani; ora proprietà di mons. Cosimo Damiano Fonseca. È la prima sede della sezione dell'Ordine Equestre del Santo Sepolcro di Gerusalemme della diocesi di Castellaneta.
- Sant'Antonio abate, in via Vittorio Veneto, vicino al vecchio ospedale "Opera Pia Matteo Pagliari". Vi si svolgeva il 17 gennaio, per la festa di sant'Antonio abate la benedizione degli animali che dava inizio al "Carnevale Massafrese", secondo una tradizione tuttora in uso.

### Architetture civili
Palazzo De Notaristefani

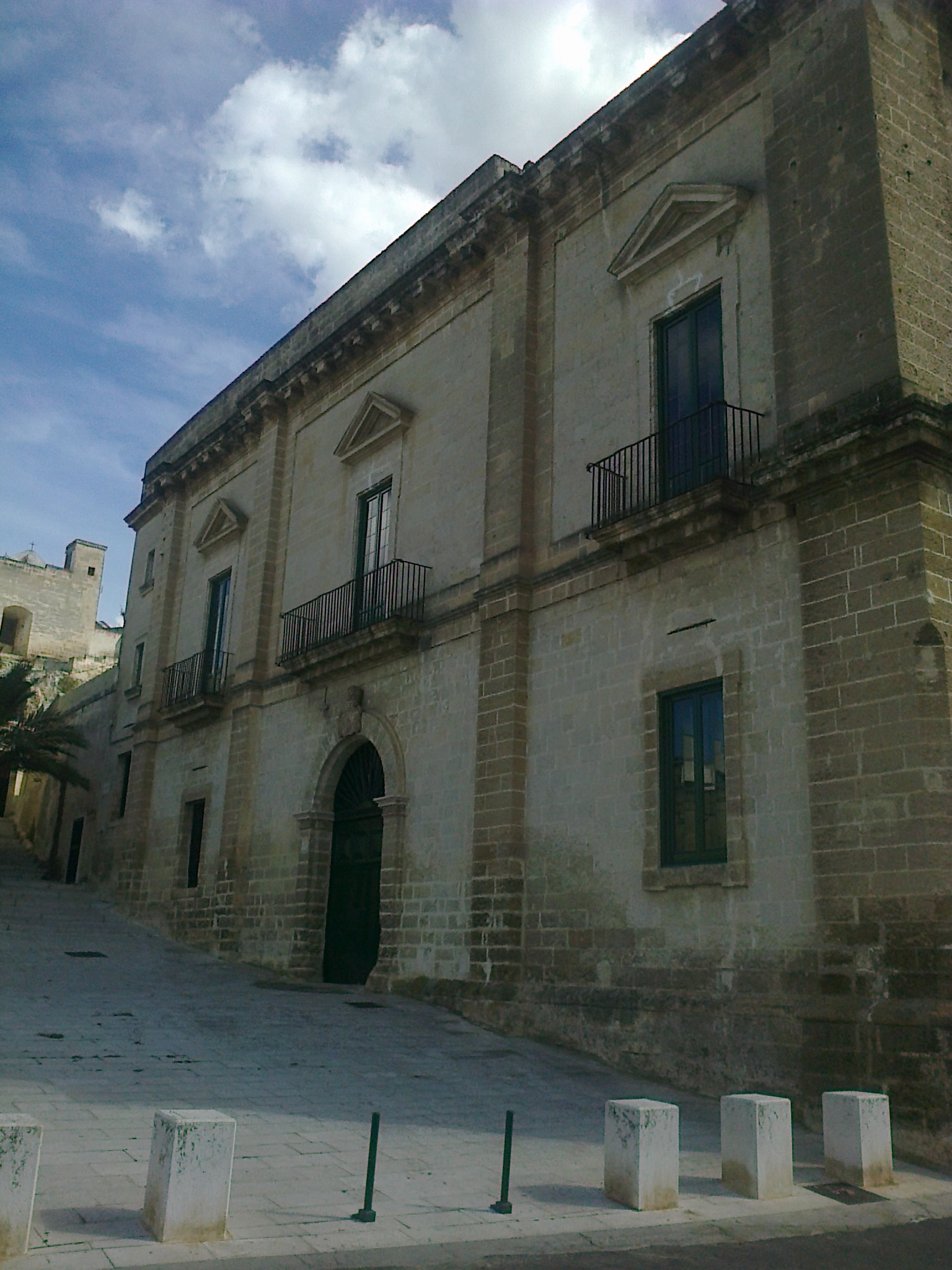
Facciata di palazzo De Carlo, ubicato ai piedi del quartiere Santi Medici

Il palazzo signorile dei nobili de Notaristefani, patrizi di Ravello, situato sulla "Strada Maggiore" (attuale via Vittorio Veneto), è attualmente la sede di rappresentanza del Comune e del comando di Polizia Locale. Si conservano un giardino interno e due caratteristici camini ottagonali sulla terrazza superiore. Al palazzo è annessa una cappella del XVII secolo dedicata alla Santissima Trinità.

#### Municipio
Il municipio di Massafra, ubicato in piazza Garibaldi, venne costruito nel 1841, su progetto dell'architetto Campanella e per volontà del sindaco De Carlo. Ha sostituito il vecchio municipio all'interno del palazzo La Liscia, nel rione dei Santi Medici. Ospita la sala consiliare e il "Teatro comunale"

#### Torre dell'Orologio
La "Torre dell'Orologio" si trova in piazza Garibaldi, all'inizio di via Vittorio Veneto, con fronte a via Laterra. Costruita nel XVIII secolo dal feudatario Michele II Imperiale come torre civica, raggiunge un'altezza di 22 m ed è dotata di campane settecentesche. Presenta una decorazione in stile barocco, in accordo con la coeva chiesa di San Benedetto. Rappresenta il simbolo civico del paese.

### Architetture militari

#### Castello di Massafra

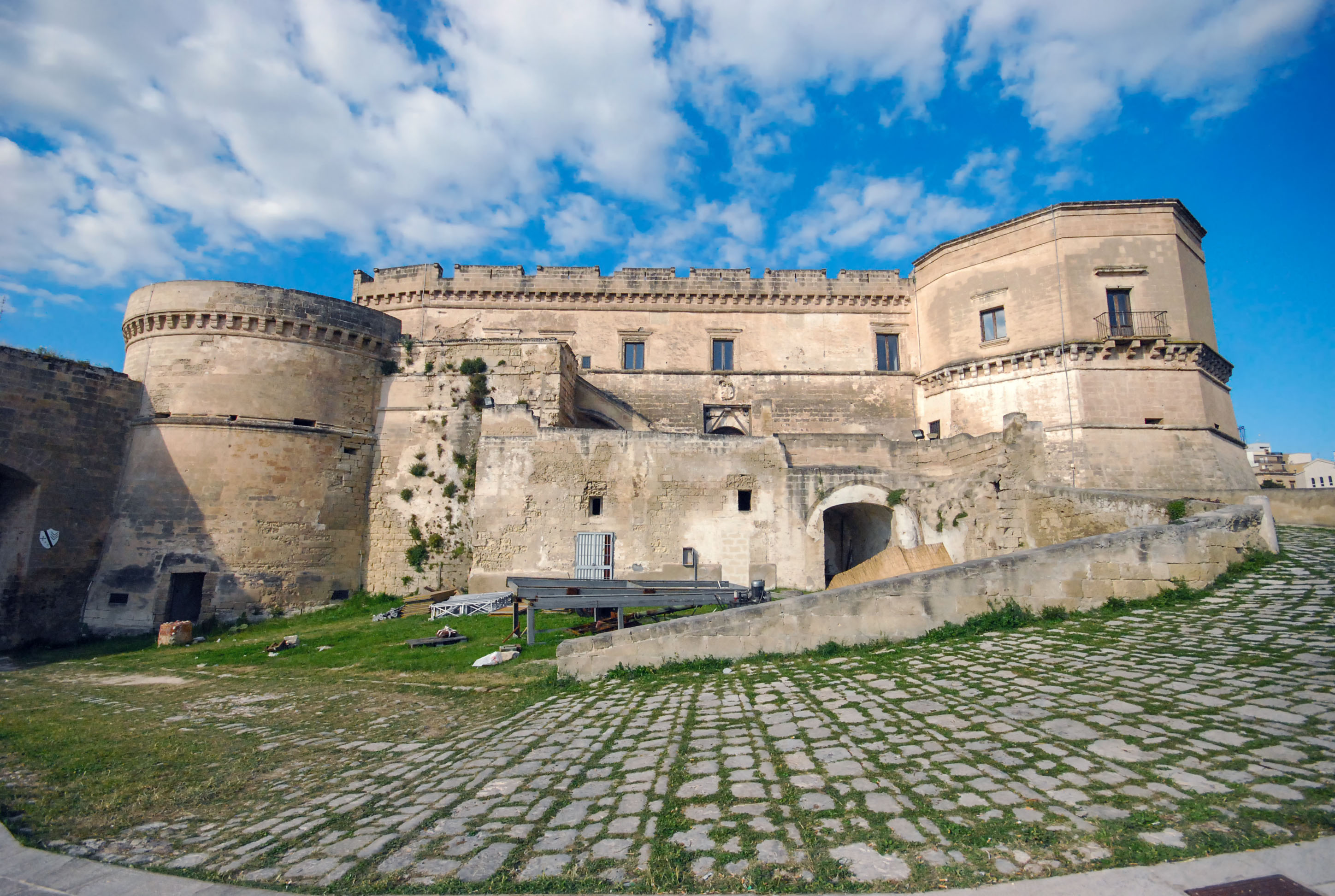
Veduta panoramica del cortile interno del "Castello di Massafra"

Il Castello di Massafra si trova nel centro storico, in località lo Pizzo e si affaccia sulla gravina San Marco.

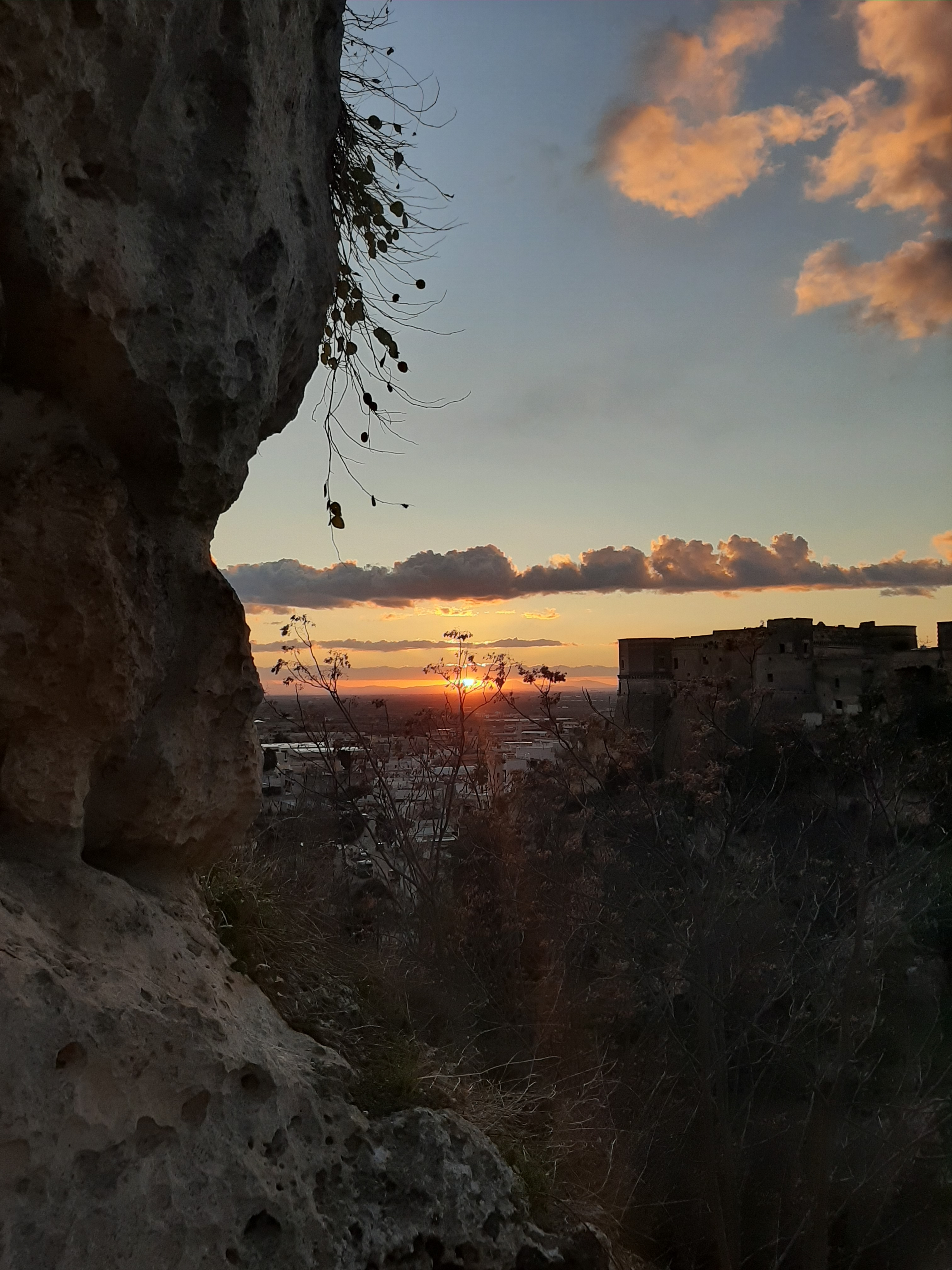
Castello di Massafra al tramonto, veduta dal villaggio rupestre di "Santa Marina"

Le prime notizie sicure del castello risalgono al 970, mentre in un diploma del 1081 il castello risulta di proprietà di Riccardo Senescalco. Con il dominio angioino, il castello assunse l'aspetto di una fortezza con bastioni e torri merlati. Subì ulteriori trasformazioni sotto gli Aragonesi e nel XVIII secolo la famiglia degli Imperiali ricostruì la torre ottagonale e la facciata verso la gravina, opera dell'architetto leccese Mauro Manieri. Il castello passò successivamente in possesso di diversi proprietari e fu infine acquistato dal Comune. Il 13 aprile 2007 è stato emesso un francobollo dedicato al castello.

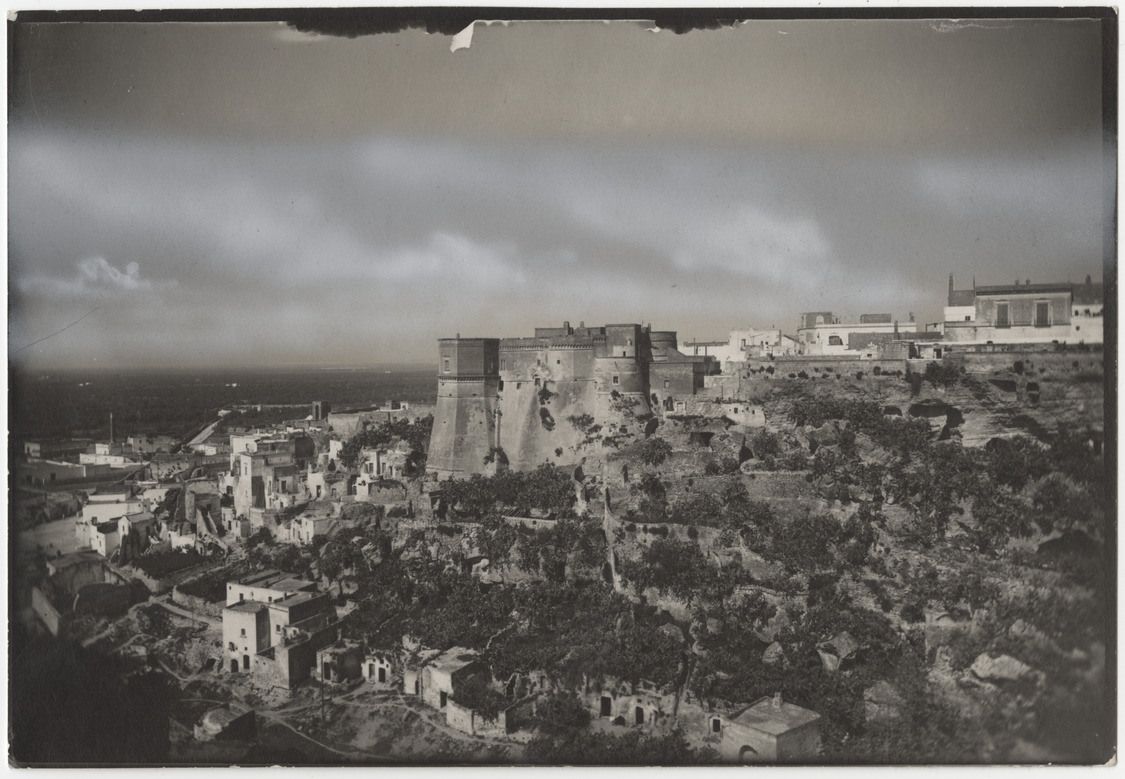
Foto del Castello di Massafra del 1930

### Siti archeologici
A Massafra sono presenti vari insediamenti rupestri, di origine sia preistorica sia alto-medievale (sviluppatisi nel periodo di instabilità e decadenza del V-X secolo, durante le incursioni di Goti, Longobardi e Saraceni), collocati in diverse parti del territorio comunale.

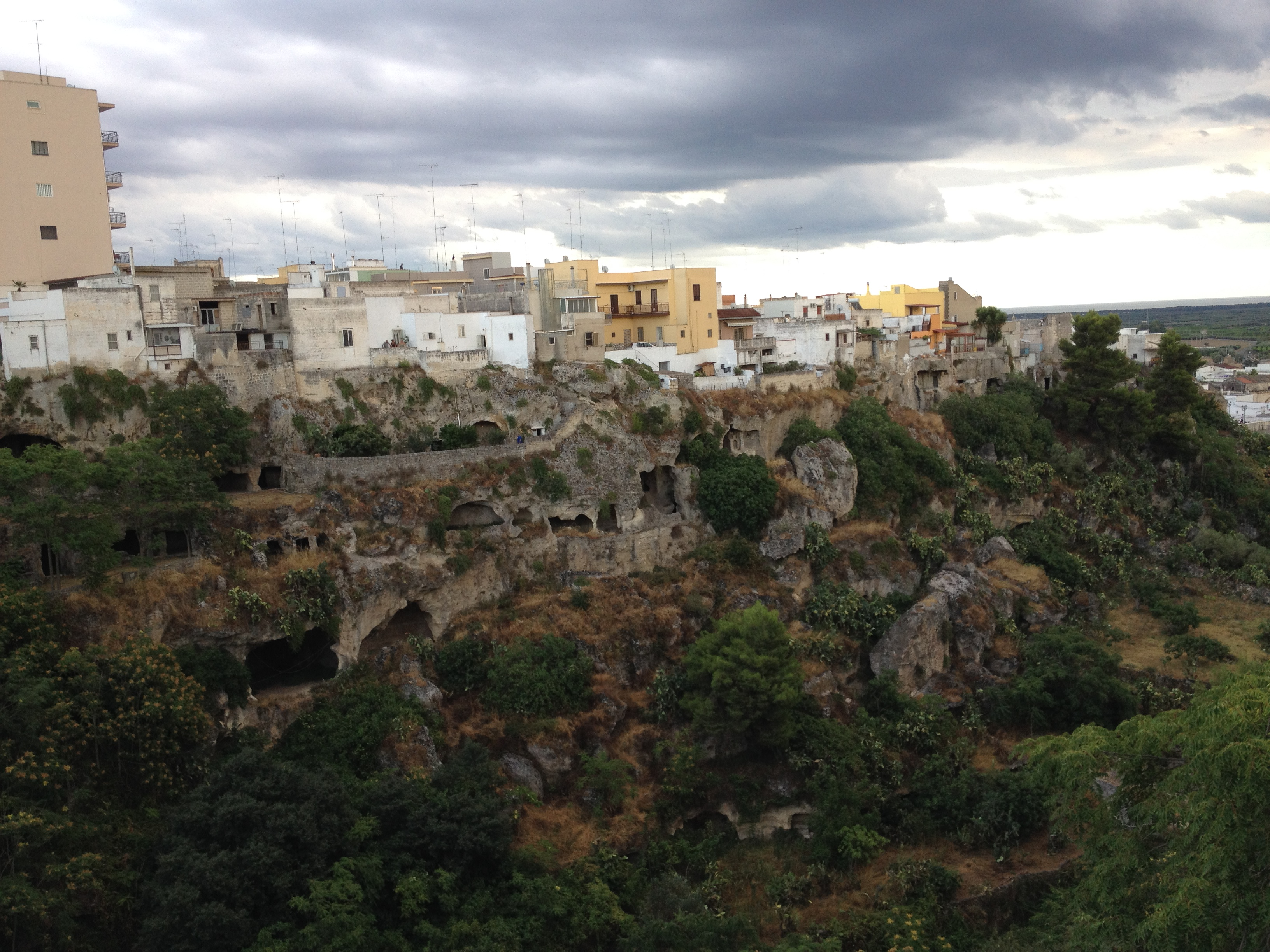
Veduta del villaggio rupestre di Santa Marina

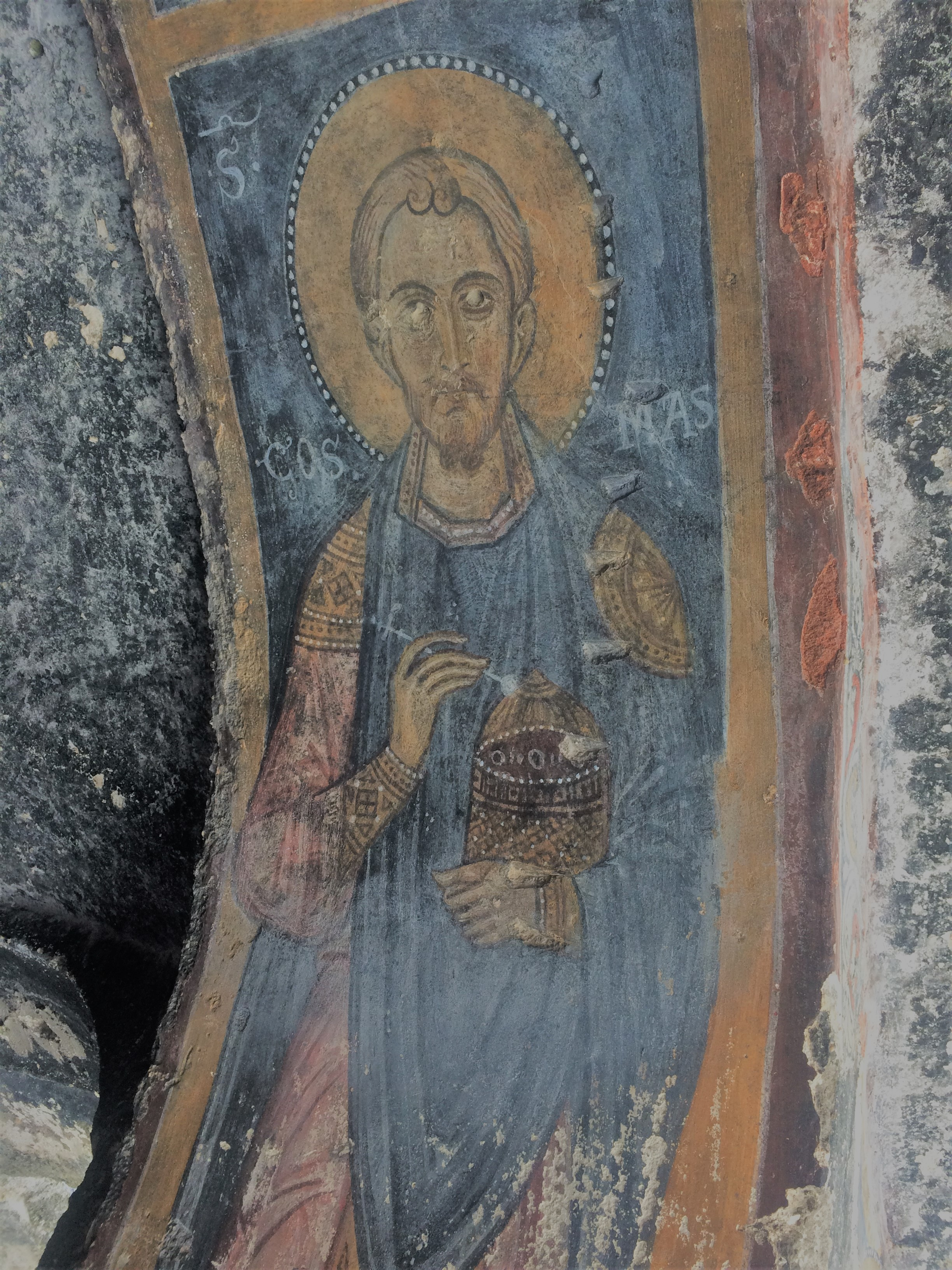
Particolare dell'affresco dei santi Cosma e Damiano nella cripta bizantina di S. Leonardo

| - Chiesa ed insediamento rupestre di Millarti - Cripta di San Simeone a Famosa - Grotta carsica di San Michele, tombe e ritrovamenti preclassici e classici a Varcaturo - Grotta delle navi ed area sacrale a Sant'Angelo - Insediamento con chiesa ipogea di Sant'Angelo a Torella - Chiesa rupestre della Madonna della Greca - Chiesa rupestre della Buona Nuova - Chiesa rupestre inferiore della Madonna della Scala - Insediamento rupestre della Madonna della Scala. - Insediamento rupestre con chiesa di Santa Croce - Insediamento e chiesa rupestre della Madonna delle Rose - Chiese rupestri Panareddozza 1 e Panareddozza 2 - Insediamento e necropoli di Sant'Agostino | - Grotta dell'eremita - Insediamento e chiesa rupestre a Trovanza - Insediamento ipogeo fortificato "La Torretta" - Insediamento e chiesa rupestre di San Simine a Pantaleo - Chiesa ipogea di San Leonardo - Chiesa rupestre di Sant'Antonio abate - Chiesa rupestre de La Candelora - Chiesa ipogea di San Marco - Villaggio e chiesa rupestre di Santa Marina - Cripta di San Biagio - Chiesa ipogea di Santa Caterina - Cella eremitica del Santo Barbato |

### Aree naturali

#### Parco naturale regionale Terra delle Gravine
La città fa parte del Parco naturale regionale Terra delle Gravine. Le gravine hanno una lunghezza che va da 1 a 10 km e una larghezza dai 10 ai 300 m, con una profondità massima di 50 m. Le pareti sono caratterizzate da grotte naturali e artificiali.
Sul territorio di Massafra insistono 11 gravine: oltre a quelle di Vuolo, Polvere, Colombato, Portico del Ladro, Giulieno, Palombaro, Capo di Gavito e Canale Lungo, le tre gravine di Madonna della Scala, San Marco e Santa Caterina delimitano l'insediamento urbano.

##### Gravina della Madonna della Scala

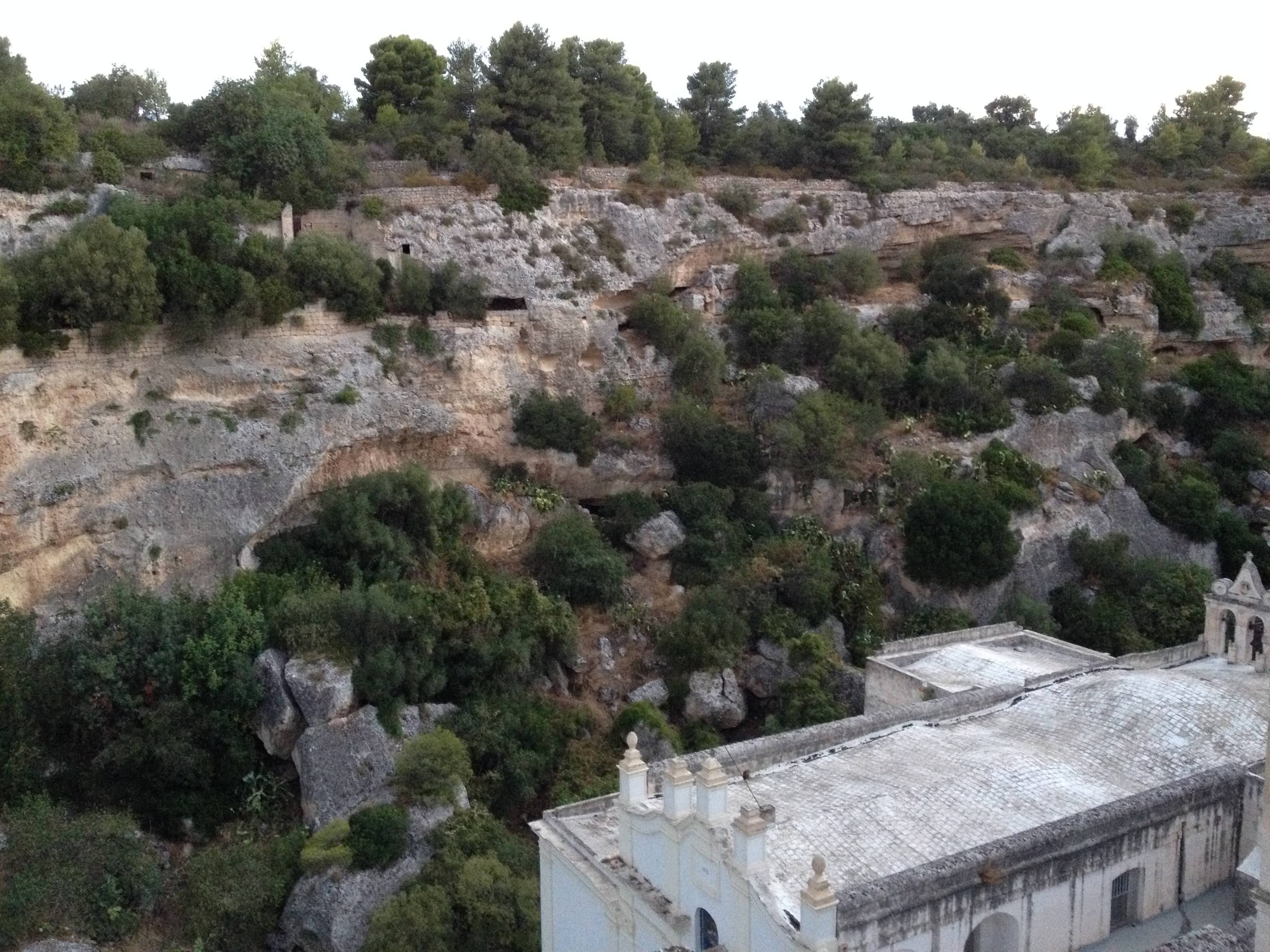
Veduta panoramica della "Gravina della Madonna della Scala"

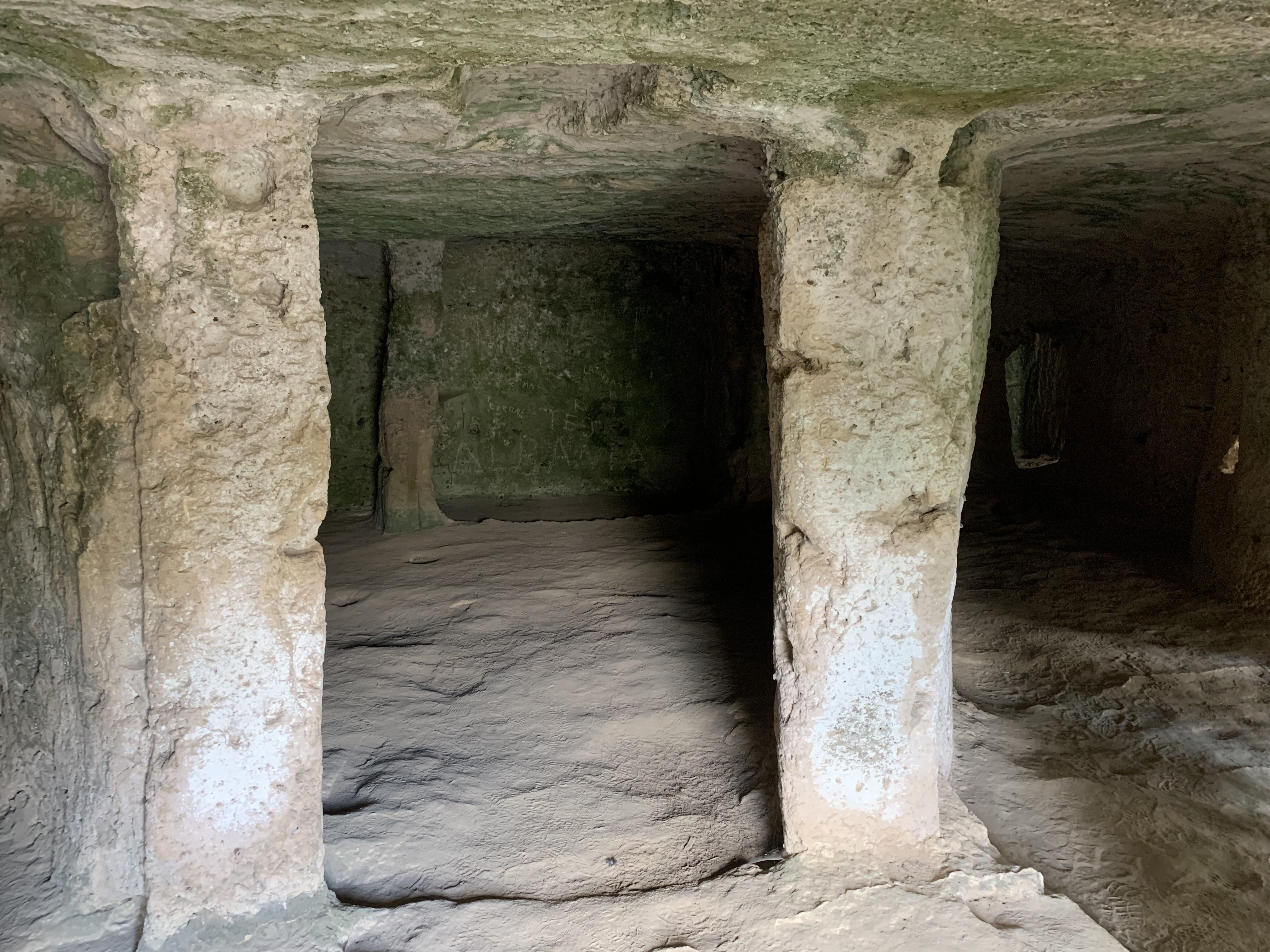
Veduta interna

La gravina della Madonna della Scala è lunga 4 km, profonda 40 m circa e larga dai 30 ai 50 m. Ha inizio dal bivio della strada provinciale tra Martina Franca e Noci e, rasentando la parte settentrionale dell'abitato, termina in località detta La Pil d'u Boie ("la pila del boia"), quasi alla confluenza dell via Appia.
Al suo interno si trova il Santuario della Madonna della Scala e oltre 200 nuclei abitativi dell'originario villaggio. La parte nord è denominata "Capo di Gravina", a cui segue la cosiddetta "Valle Delle Rose" che si estende ad ovest del paese, un tempo denominata Vallis Rosarum per la ricca vegetazione spontanea che ricopre l'intero letto dell'antico fiume Patemisco.
Sono presenti molte varietà di piante, alcune molto rare, che gli antichi ritenevano essere medicamentose. All'estremità sud, detta "Gravina di Calìtro", vi è il santuario seicentesco della Madonna di Tutte le Grazie e i resti di tre chiese rupestri: Santa Maria Maddalena, Santa Parasceve e Sant'Eustachio.

##### Gravina di San Marco

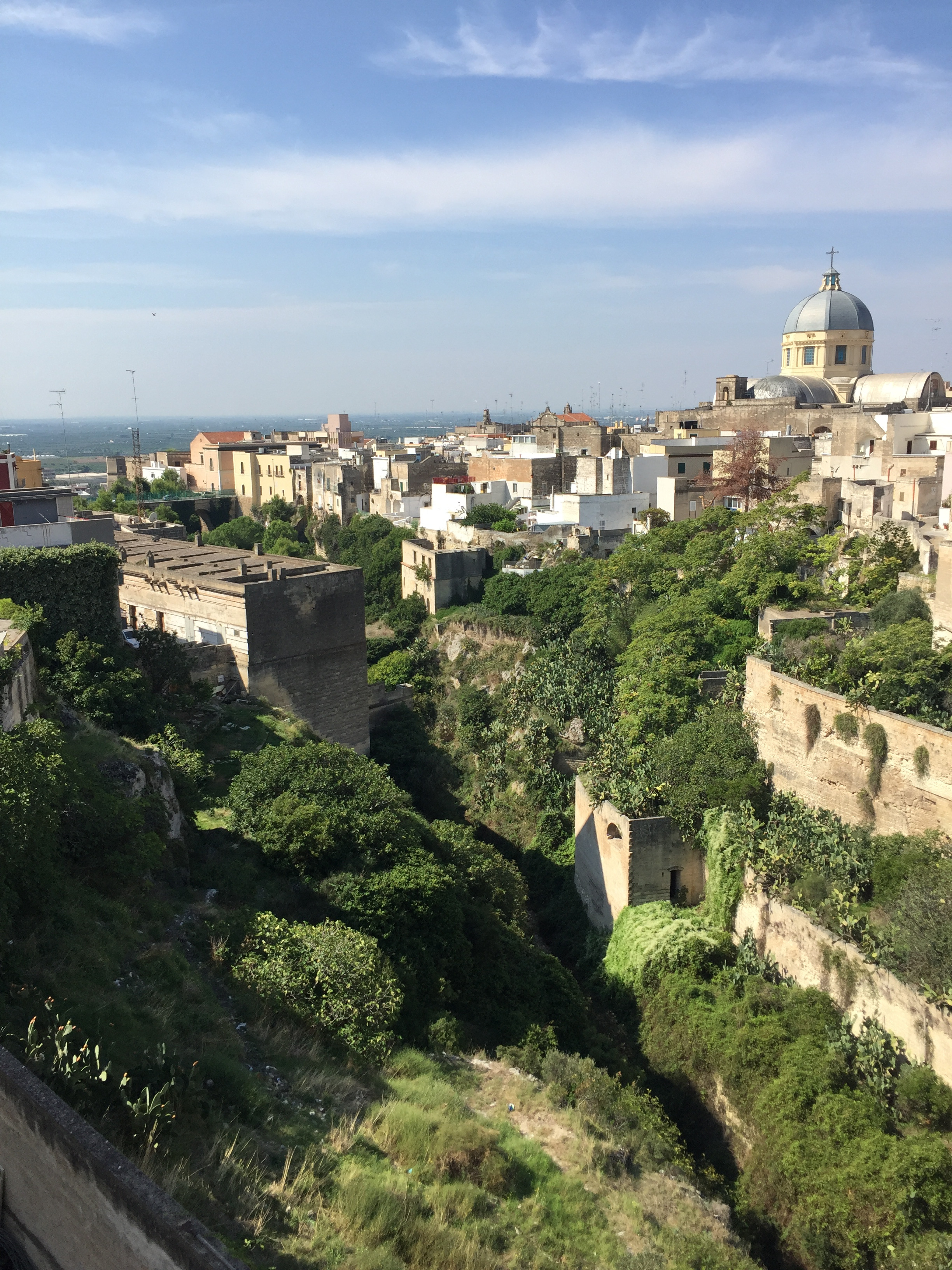
Veduta panoramica della "Gravina di San Marco"

Sempre a nord dell'abitato, la gravina di San Marco ha origine nelle vicinanze della "Masseria Pantaleo". Si estende ad est del centro storico, separandolo dal resto del paese. Completamente inglobata nell'abitato, prende il nome da una chiesa rupestre dedicata a San Marco.
Fu in passato chiamata Il Paradiso di Massafra (dal greco paradeisos ovvero giardino), perché, lungo i costoni e i terrazzamenti, si sviluppa una rigogliosa vegetazione spontanea insieme con orti terrazzati, giardini, agrumeti e una vasta coltivazione di fichi d'India.
Sullo spalto sud-est della gravina si estende il villaggio rupestre di Santa Marina, che comprende un percorso di interesse storico e paesaggistico.

##### Gravina di Santa Caterina
La gravina di Santa Caterina è situata a sud dell'abitato ed è oltrepassata dal terzo ponte di Massafra, che collega la zona di Sant'Oronzo con via La Rotonda. Prende il nome dalla chiesa rupestre di Santa Caterina d'Alessandria.

#### Riserva naturale del Monte Sant'Elia
La Riserva naturale del Monte Sant'Elia è un'oasi del WWF, al quale la "Comunità dell'Arca" ha donato circa cento ettari di bosco e seminativi. La riserva è costituita dall'omonima masseria con un nucleo di trulli databili al XVIII secolo, circondata dalla macchia mediterranea e da boschi di leccio e fragno. L'oasi è aperta al pubblico ed attrezzata per visite.

#### Riserva naturale Stornara
La riserva si estende per 1.501 ettari e comprende anche i comuni di Castellaneta, Ginosa e Palagiano. Nella riserva viene tutelato il bosco costiero formato da una pineta di pini d'Aleppo. Il nome "stornara" deriva dai numerosi storni che vi migrano in inverno.

## Società

### Evoluzione demografica
Abitanti censiti

### Etnie e minoranze straniere
Al 31 dicembre 2022 i cittadini stranieri residenti a Massafra sono 1 793, pari al 5,61% della popolazione allora registrata, (31 960), in aumento rispetto al 2021 quando si registravano 1.709 stranieri residenti (pari al 5,32% del totale della popolazione allora residente). Le comunità più numerose al 31 dicembre 2021 risultavano essere:
- Romania, 693
- Albania, 306
- Afghanistan, 123
- Pakistan, 96
- Nigeria, 91
- Cina, 63
- Marocco, 41
- Georgia, 35
- Senegal, 32

### Religione

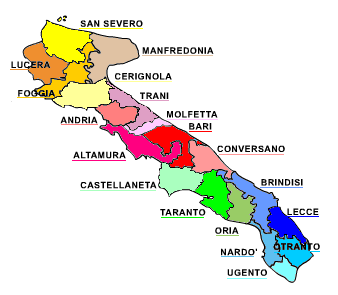
Regione ecclesiastica della Puglia

Massafra è il comune più popoloso della diocesi di Castellaneta, suffraganea dell'arcidiocesi di Taranto e appartenente alla regione ecclesiastica Puglia.
Fino al 27 giugno 1818 Massafra appartenne alla diocesi di Mottola, eretta nel 1023, che fu soppressa e confluì nella diocesi di Castellaneta. Negli anni dell'episcopato mottolese molti vescovi preferirono risiedere a Massafra.

### Tradizioni e folclore

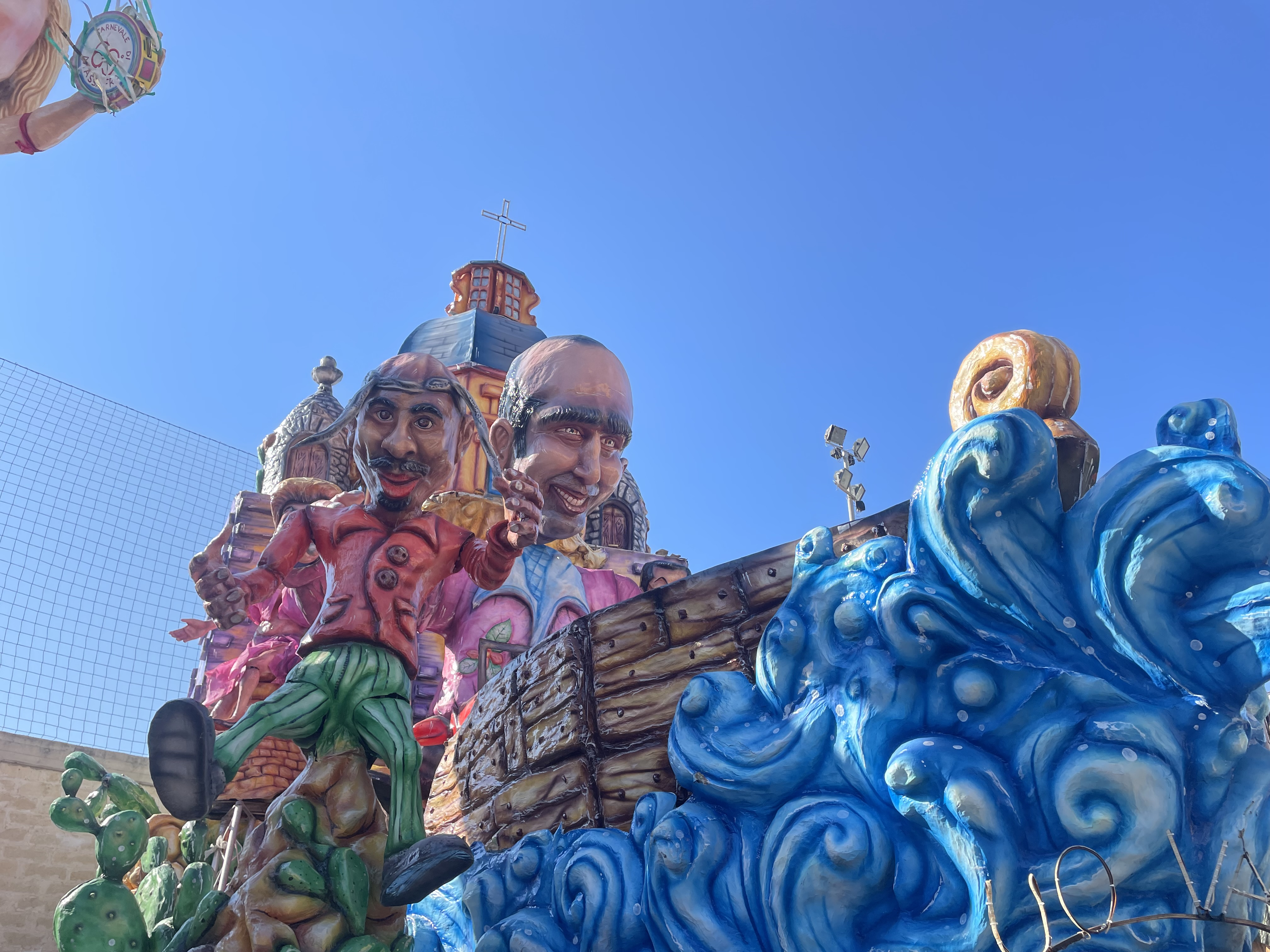
Tipico carro allegorico del carnevale massafrese che ritrae Checco Zalone

Secondo la tradizione popolare Massafra sarebbe "terra di masciari", cioè di coloro che praticano la magia. A questa tradizione è legata la leggenda del "mago Greguro", di cui viene indicata l'abitazione rupestre nella gravina della Madonna della Scala. Secondo la leggenda Greguro aveva una figlia, Margherita o Margheritella, desiderata da tutti gli uomini e invidiata dalle donne: condannata al rogo, sarebbe stata salvata all'ultimo momento dall'igumeno Anselmo.
La tradizione della presenza dei masciari, diffusa in particolare nel XIX secolo, si tramanda in numerosi toponimi ("gravina della Zingara", "gravina del Volo", "farmacia del Mago Greguro", "Noce dei Maghi", "Corno della Strega", "grotta Kabirica", "grotta del Diavolo", "grotta della Masciaredda", "Sacco della Morte" presso la punta del Monte Moro, "Ponte degli Zingari", "rione degli Ostinati").

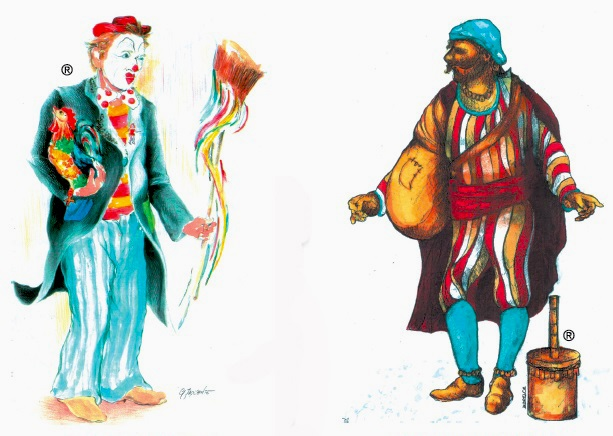
Le tipiche maschere del "Carnevale massafrese", Gibergallo e lu Pagghjuse

Legata a questa credenza popolare magica è la consuetudine di raccogliere erbe medicamentose nelle gravine, dove fioriscono spontanee oltre 600 varietà di piante officinali: agrimonio per l'epatite, alloro per decotti e infusi antidoloriferi, antillide per ferite e malattie cutanee, asparago diuretico, avena rinfrescante, biancospino per l'ipertensione e l'insonnia, camomilla per infusi antispasmodici e sedativi, carruba per decotti espettoranti, cisto disinfettante e astringente, edera per decotti purgativi, fico per catarri bronchiali, fragno per decotti disintossicanti, malva, per guarire ferite, origano, contro il catarro, papavero, come calmante dell'irrequietezza infantile, parietaria per la disinfezione dei genitali, rosmarino afrodisiaco, rovo per le infiammazioni dentarie, ruta contro le convulsioni, salvia digestivo, sambuco per le dissenterie.

### Qualità della vita

#### Inceneritore
Il comune di Massafra è inserito nell'Area ad elevato rischio di crisi ambientale del territorio di Taranto, su deliberazione del Consiglio dei ministri del 30 novembre 1990, a causa della vicinanza al Sito di Interesse Nazionale di Taranto.
Nel territorio comunale, in particolare, insistono una discarica e un inceneritore. Nel 2009, in seguito a prelievi effettuati dall'ARPA Puglia, è stato riscontrato un valore di 18,68 ng I-TE/kg di diossina in un terreno distante circa 3 km dall'inceneritore cittadino e 10 km da Ilva Taranto, mentre in un altro terreno massafrese, nei pressi della Masseria Accetta Grande, più distante dall'impianto di incenerimento e più vicino al centro siderurgico ionico, le analisi hanno rilevato un valore di 4 ng I-TE/Kg. In seguito a questi risultati, il Presidente della Regione Puglia ha emesso un'ordinanza di divieto del pascolo nelle aree incolte entro 20 km dalla zona industriale di Taranto nel febbraio 2010. Nel 2014 è stato rilevato un livello di 11,72 picogrammi per grammo di grasso, il doppio oltre la norma, di diossina nel latte di 64 bovini di un allevamento nella contrada Orofino, a 2 km dall'inceneritore e 10 km da Ilva, animali poi abbattuti su ordinanza dell'Asl di Taranto nel gennaio 2015. L'impianto, ora sottoposto a monitoraggio in continuo, insiste sul territorio del Parco naturale regionale Terra delle Gravine.
La società proprietaria dell'inceneritore ha chiesto il raddoppio del proprio impianto, trovando il parere negativo di ARPA Puglia, Comune e Regione, nonché le proteste dell'ambientalismo locale. La Provincia di Taranto aveva inizialmente concesso l'autorizzazione del raddoppio nel settembre del 2012, decidendone poi la revoca, impugnata dalla società presso il TAR di Lecce, che l'ha invece annullata nel 2013 con una sentenza impugnata da Comune, Provincia e Regione dinanzi al Consiglio di Stato, che ha però confermato il verdetto del TAR.
Nel Rapporto Mortalità 2015 e nell'aggiornamento dati del Registro Tumori Asl Taranto 2006-2011 del 2016, il Comune di Massafra ha rilevato tassi fra i più elevati nella Provincia di Taranto di mortalità per linfomi e leucemia (sesto su 29), melanomi (secondo), tumori della mammella (nono), demenza e malattia di Alzheimer (quarto).
Nel 2018 è stato autorizzato il raddoppio dell'inceneritore dagli attuali 10 MW di potenza ad ulteriori 10 MW per trattare CSS e con un investimento di circa 50 milioni di euro. Le normative per la costruzione dell'impianto prevedono che abbia una distanza di minimo 100 m dal bosco e nel frattempo è scomparsa una parte di esso facendo risultare a norma le distanze. In seguito si è fatto ricorso al TAR di Lecce, che ha accolto i motivi del comune di Massafra, fermando la realizzazione dell'impianto.

### Patemisco
Alla foce del fiume Patemisco è presente un impianto di depurazione delle acque reflue, che ha presentato negli anni diversi problemi, portando anche al divieto di balneazione nel giugno del 2008, dopo un'anomala morìa di pesci, e nell'estate del 2009, per la presenza di solvente nelle acque di scarico del depuratore. Nel 2011 è stata segnalata dall'ambientalismo locale una "strozzatura" che impedisce il regolare deflusso dell'acqua, rappresentando un rischio per la popolazione ivi residente. Nel 2016 è stato avviato il potenziamento dell'impianto per risolvere la problematica.

## Cultura

### Istruzione

#### Scuole
A Massafra sono presenti:
- il Liceo scientifico, classico, linguistico, artistico e delle scienze umane Domenico De Ruggieri;
- l'Istituto tecnico industriale e agrario Cenzino Mondelli.

Nella città operano tre Istituti comprensivi, De Amicis-Manzoni, Pascoli e S. Giovanni Bosco, tutti con diversi plessi e con corsi di scuola dell'infanzia, primaria e secondaria di primo grado.

#### Musei
Il Civico museo storico-archeologico della civiltà dell'olio e del vino è stato inaugurato nel giugno del 2003. Insieme alla biblioteca comunale, è ospitato negli ambienti al piano terra del Castello.
Le raccolte comprendono oggetti d'uso quotidiano ed attrezzi tradizionali, testimonianze della vita rurale tra il XVI secolo e i primi anni cinquanta del XX secolo, legati alle produzioni tipiche del territorio massafrese. Tra questi si conservano una pressa del XVI secolo e un frantoio a tre macine del XVIII secolo. Nell'aprile del 2005 è stata allestita una mostra permanente la Bottega del Carradore o Maestro d'Ascia. Dal 12 aprile 2007 il museo fa parte del Fondo per l'Ambiente Italiano.

### Media
Massafra è sede delle emittenti televisive locali "Telesud" e "Tele.5", e dell'emittente radio "Multiradio".

### Cinema
Il centro storico di Massafra venne utilizzato nel 1964 come scenografia per rappresentare la città di Cafarnao nel film Il Vangelo secondo Matteo di Pier Paolo Pasolini.
Nel 2011 vi è stato girato il film Il paese delle spose infelici di Pippo Mezzapesa tratto dall'omonimo romanzo di Mario Desiati edito da Mondadori. Nel 2012 sono state girate alcune scene del film Amiche da morire di Giorgia Farina con Claudia Gerini, Sabrina Impacciatore e Cristiana Capotondi.

### Cucina
Secondo gli usi pugliesi la pasta casalinga per eccellenza è costituita dalle orecchiette, (dette "chiangarèdde"), condite con le cime di rapa o al ragù. Altri tipi di pasta sono i '"cavateddi", gli gnocchi, '"lu friscidd", la '"tagghiarina" e i pizzarieddi (detti "'pizzicarieddi").
Tra i secondi sono piatti tipici della cucina locale gli involtini di carne di vitello, le salsicce e i fegatini alla brace (detti "gnummaredde"). Non mancano i formaggi: mozzarelle e caciocavalli.
Tipiche sono anche le focacce ("pddiche"), semplici oppure ripiene di caciocavallo e affettati, cipolle o ricotta ashkuant, i panzerotti, le friselle e i tarallini.
I dolci sono cucinati in occasione delle feste: tipici del Natale sono le carteddàte, i purciedde (o "denti di san Giuseppe"), le "pettole", i mustazzoli e la cupeta, una specie di torrone con miele e mandorle. A carnevale si fanno le chiacchiere e per la festa di san Giuseppe le zeppole. Per Pasqua si preparano dolcetti a forma di pecorelle in pasta di mandorla, le scarcedde e i "taralli con lu scileppe".
Un dolce ideato e prodotto a Massafra è il Tornerai, un gelato composto da un cuore di pan di spagna bagnato di liquore Strega, gelato alla nocciola racchiuso da due cialde di biscotto e uno strato di cioccolato fondente alle estremità.

## Geografia antropica

### Frazioni
Massafra possiede 4 frazioni:
- Chiatona e Marina di Ferrara, borgate marine che si affacciano sul mare Ionio. Marina di Ferrara sorge nei pressi della foce del fiume Patemisco mentre Chiatona vicino al confine con il comune di Palagiano. Si animano d'estate grazie al turismo balneare.
- Citignano e Cernera sono delle piccole contrade abitate dagli stessi massafresi nei paraggi del Monte Sant'Elia. A Citignano sono stati rinvenuti numerosi fittili votivi di età ellenistica, segno della presenza di un impianto culturale non ancora identificato.

## Economia

### Agricoltura
L'agricoltura è il tradizionale settore di attività massafrese. Si coltivano soprattutto:
- uve da tavola ("uva Italia" e "uva Regina");
- agrumi e in particolare le clementine, appartenenti alla DOP "clementine del Golfo di Taranto", le arance e i mandarini;
- ulivi utilizzate nella produzione del DOP "olio Terre Tarentine".

I seminativi, con la produzione di grano, avena, orzo, erba medica e soprattutto erba da taglio utilizzata per l'allevamento degli animali.
La coltivazione di ortaggi avviene nella parte meridionale del territorio. Vengono coltivati cicorie, finocchi, pomodori, melanzane, peperoni, cetrioli, zucchine, zucche, caroselli, barattini, bietole, sedano, rape, cavolfiori, meloni, angurie, prezzemolo, basilico e legumi.
I frutteti della zona settentrionale producono mandorle e ciliegie, mentre quelli della zona meridionale pesche, albicocche, susine, fichi, prugne e fichi d'India.

### Allevamento
L'allevamento è diffuso soprattutto nella parte collinare del territorio comunale. Si allevano bovini, caprini, ovini, suini ed equini per il macello e le produzioni dell'industria casearia e dei salumifici.
L'apicoltura costituiva un'attività molto redditizia, praticata un tempo nella gravina, dove le arnie venivano collocate nelle grotte (una delle quali è tuttora denominata "grotta del miele"). Oggi l'allevamento delle api avviene nella zona meridionale.

### Artigianato
Fino ai primi decenni del secolo scorso operavano a Massafra molti produttori di ceramica rustica ("cretaglia") e tessitori di felpa (una sorta di velluto coordinato colorato, che si confezionava con telai, azionati in casa o nelle grotte). Collegabili a questi prodotti sono i ricami artistici su stoffa, che venivano eseguiti per la preparazione dei corredi nuziali.
Un'altra attività artigiana popolare è quella ancora esistente dei "panierai", che confezionano, con sottili strisce di canna, ceste e panieri di ogni dimensione ed uso.
In riferimento all'antica ed ormai scomparsa attività dei maestri d'ascia, si è diffusa la creazione di manufatti in legno naturale. In prosecuzione dei tradizionali mestieri dei "ferrai" e degli "stagnini" in via Muro, si producono tuttora oggetti in ferro battuto e in rame. I vecchi "zoccatori" e maestri scalpellini scolpivano la morbida pietra calcarea. Altri prodotti artigianali sono opera dei "fiscolari", che utilizzano cordame. La cartapesta viene utilizzata per i carri che sfilano nel Carnevale massafrese.

### Industria
L'attività industriale si è sviluppata con l'indotto dell'impianto siderurgico dell'Italsider (ora ILVA) di Taranto, aperto agli inizi degli anni sessanta. Nello stesso periodo, fu aperta a Massafra una fabbrica per la produzione di birra di proprietà della Dreher acquisita negli anni novanta dal gruppo Heineken Italia.
L'industria alimentare è legata alle attività agricole (oleifici ("trappiti"), caseifici, salumifici). Vengono inoltre prodotti materiali plastici per l'irrigazione.
Vi sono anche attività legate all'edilizia e alla produzione di mobili e infissi.

## Infrastrutture e trasporti

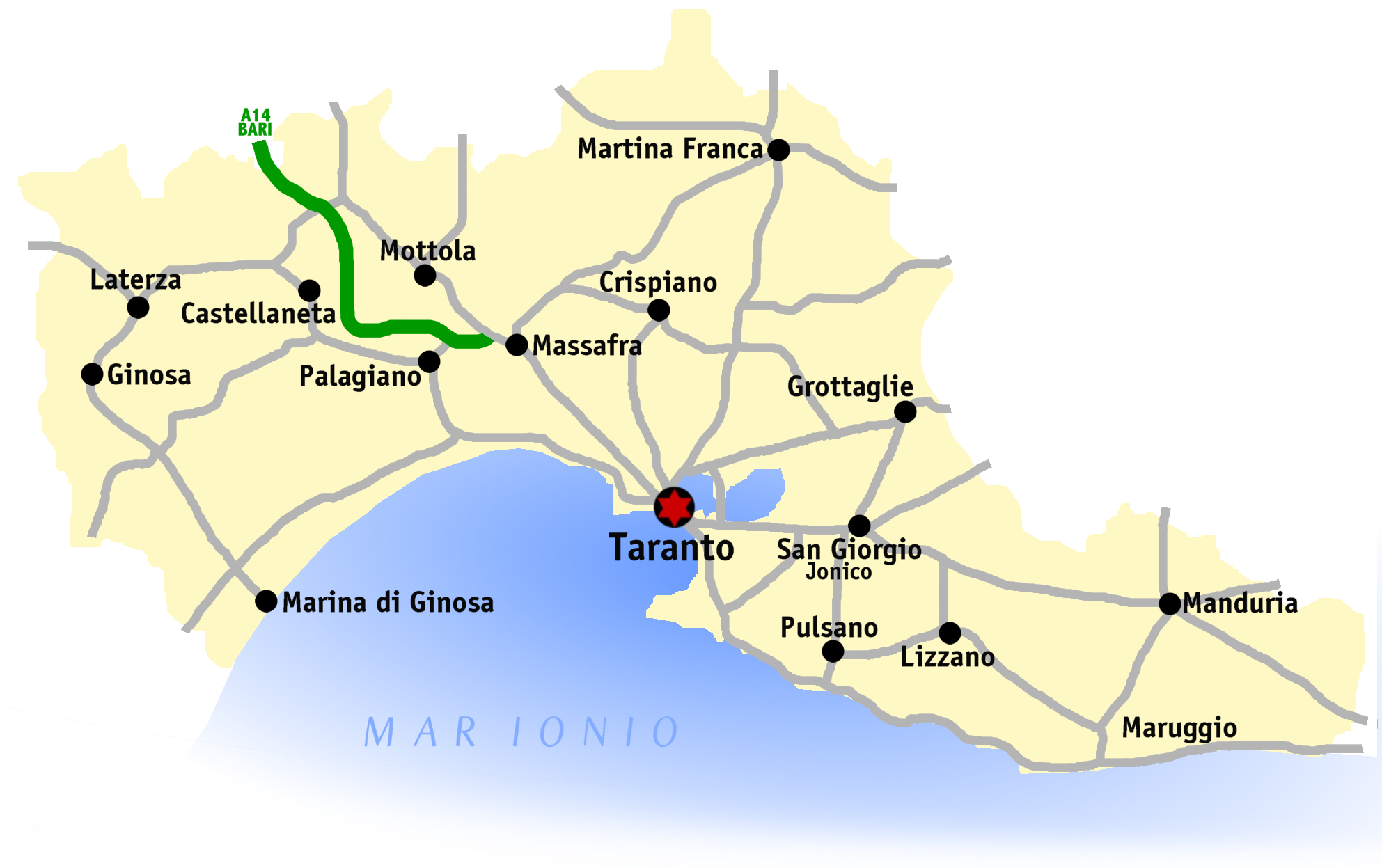
Collegamenti della Provincia di Taranto

### Strade
I collegamenti stradali principali sono rappresentati da:
- Autostrada A14 Bologna-Taranto (uscita di Taranto Nord) da e per l'Italia settentrionale
- Strada statale 106 Jonica da e per la Calabria
- Strada statale 100 di Gioia del Colle da e per Bari
- Strada statale 7 Via Appia da e per Brindisi e Matera

### Ferrovie
- Stazione di Massafra della linea Ferrovia Bari-Taranto
- Stazione di Palagiano-Chiatona della Ferrovia Jonica

### Mobilità urbana
Il trasporto locale è garantito dagli autobus di linea della "Miccolis S.p.A", che collegano le varie zone di Massafra, la frazione di Chiatona (specialmente nel periodo estivo) e il Parco di Guerra.
Il "Consorzio Trasporti Pubblici" di Taranto collega la cittadina con Crispiano, Statte, Palagiano, Martina Franca, Castellaneta e Taranto (tratte utilizzate principalmente da studenti e pendolari).
Le "Ferrovie del Sud-Est"' garantiscono il collegamento diretto con Bari, con salita dei passeggeri al cosiddetto "Bivio" lungo la via Appia a sud di Massafra.

## Amministrazione
Di seguito è presentata una tabella relativa alle amministrazioni che si sono succedute dal 1987.
| Periodo          | Periodo          | Primo cittadino            | Partito                                     | Carica                  | Note          |
| ---------------- | ---------------- | -------------------------- | ------------------------------------------- | ----------------------- | ------------- |
| 26 ottobre 1987  | 5 luglio 1990    | Giovanni Iacovelli         | Democrazia Cristiana                        | Sindaco                 | [ 59 ]        |
| 5 luglio 1990    | 22 maggio 1992   | Giancarlo Lazzaro          | Democrazia Cristiana                        | Sindaco                 | [ 59 ]        |
| 16 luglio 1992   | 6 febbraio 1993  | Cosimo Vinci               | Democrazia Cristiana                        | Sindaco                 | [ 59 ]        |
| 6 febbraio 1993  | 22 marzo 1994    | Cosimo Damiano Fedele      | Democrazia Cristiana                        | Sindaco                 | [ 59 ]        |
| 25 luglio 1994   | 9 dicembre 1994  | Antonio Paglialonga        |                                             | Comm. straordinario     | [ 59 ]        |
| 9 dicembre 1994  | 30 novembre 1998 | Giuseppe Cofano            | Forza Italia                                | Sindaco                 | [ 59 ]        |
| 2 dicembre 1998  | 8 novembre 2000  | Giuseppe Cofano            | Forza Italia                                | Sindaco                 | [ 59 ]        |
| 29 novembre 2000 | 28 maggio 2001   | Carlo Sessa                |                                             | Comm. straordinario     | [ 59 ]        |
| 29 maggio 2001   | 30 maggio 2006   | Giuseppe Cofano            | FI-AN-Civica                                | Sindaco                 | [ 59 ]        |
| 14 giugno 2006   | 7 giugno 2011    | Martino Carmelo Tamburrano | FI-AN-Civica                                | Sindaco                 | [ 59 ]        |
| 7 giugno 2011    | 19 giugno 2016   | Martino Carmelo Tamburrano | PdL-La Puglia Prima di Tutto-Io Sud-Civiche | Sindaco                 | [ 59 ]        |
| 19 giugno 2016   | 18 ottobre 2021  | Fabrizio Quarto            | Civiche-UDC                                 | Sindaco                 | [ 59 ]        |
| 18 ottobre 2021  | 10 ottobre 2024  | Fabrizio Quarto            | Civiche-PD-Puglia Popolare                  | Sindaco                 | [ 59 ] [ 60 ] |
| 11 ottobre 2024  | 12 giugno 2025   | Eufemia Tarsia             |                                             | Commissario prefettizio | [ 59 ]        |
| 12 giugno 2025   | in carica        | Giancarla Zaccaro          | Civiche-UDC                                 | Sindaco                 |               |

## Sport
Hanno sede nel Comune le società di calcio: A.S.D. Città di Massafra, nata nel 2015 e A.S.D. Delfini Rossoblu, che hanno disputato campionati dilettantistici regionali. Fino al 2010 è stata attiva la squadra A.C.D. Massafra, fondata nel 1963
Vi hanno inoltre sede due società di pallavolo: l'A.S.D. Volley Massafra e la ELSAC Pallavolo Massafra. 
La squadra di pallacanestro Basket Massafra non è più attiva.
Dal 1988 a Massafra si tiene una gara podistica internazionale maschile e femminile di 11 km su strada, la Stramassafra.
Il 21 agosto 1960 Massafra è stata tappa del viaggio della Fiaccola olimpica per le olimpiadi estive di Roma 1960.